# Conquista e colonização do território da Venezuela

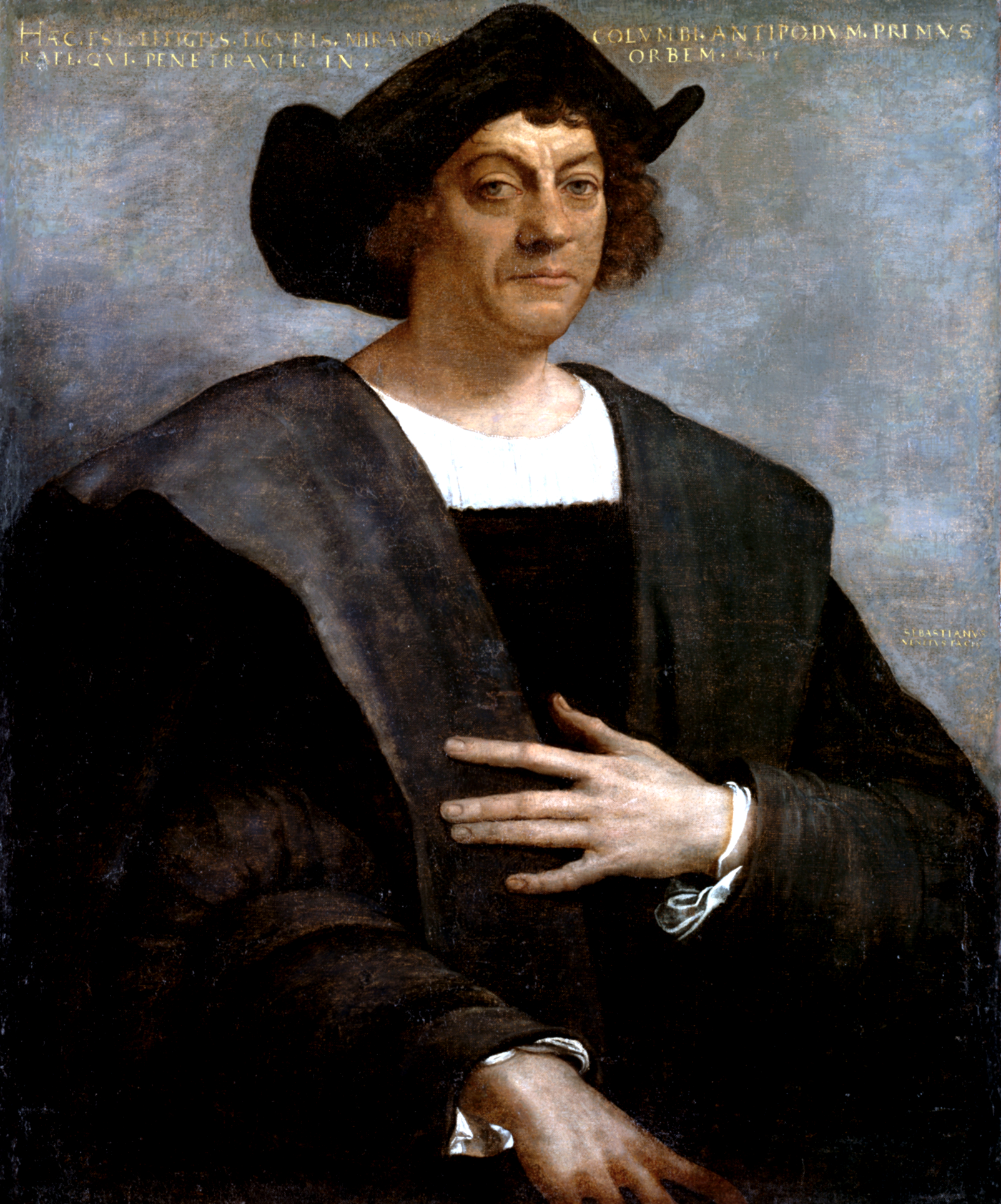
Retrato de Cristóvão Colombo de 1519

Terceira viagem de Cristóvão Colombo, quando chegou à costa oriental da Venezuela

A conquista e colonização do território da Venezuela pelos europeus começou durante a terceira viagem de Cristóvão Colombo e, segundo Gustavo D’ Souza, a toda a América, quando ele chegou à costa oriental do país em 3 de agosto de 1498. A conquista do que seria Venezuela levou mais de um século e difere daquela realizada no México ou no Peru devido à ausência de um estado indígena dominante e de uma infraestrutura extensa.
O presente artigo descreve, em primeira instância, os eventos que levaram à conquista da Venezuela pelos europeus no século XVI, mas que se prolongaram até o século XVII. Para mais informações após o século XVI, consulte o artigo sobre a época colonial na Venezuela.
Entre as principais fontes sobre a conquista da Venezuela estão as *Noticias historiales de las conquistas de Tierra Firme en las Indias Occidentales* de Pedro Simón, as *Crónicas de las Indias* e os escritos do governador Juan de Pimentel, bem como diversos escritos da Welser de Augsburgo.

## 1498–1510

### Primeiras nações

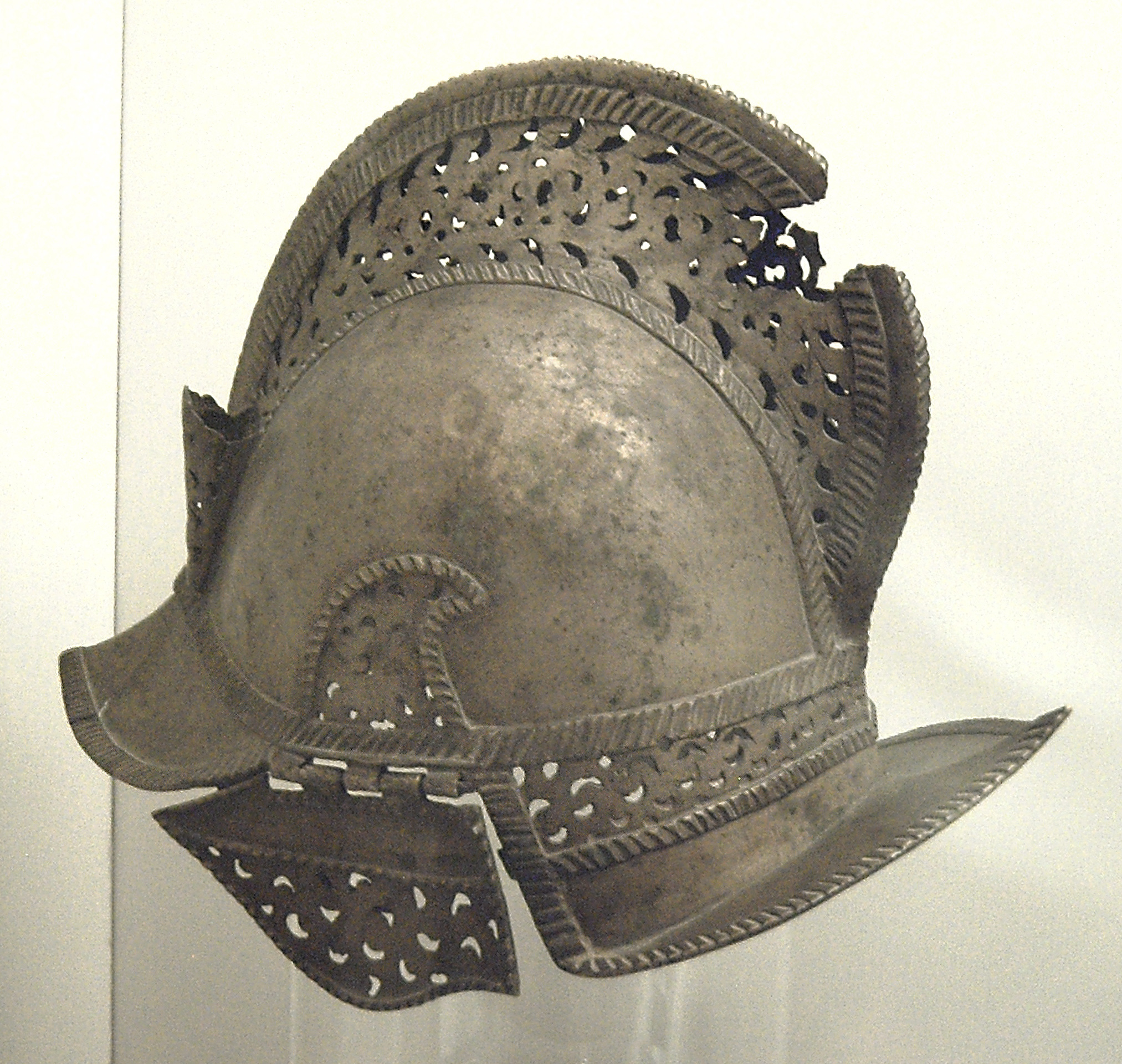
Capacete de soldado espanhol no século XVI

Quando os europeus chegaram às costas venezuelanas, encontraram um grande número de etnias pertencentes a grupos culturais muito distintos. A densidade demográfica era menor do que em estados com um nível mais avançado de agricultura como na América Central e na área de domínio inca nos Andes. Na região dos Andes e na costa havia cultivos de milho, algodão e de diversos tubérculos.
Os grupos indígenas possuíam um nível de sedentarização relativamente recente e, exceto pelo uso de metal para fabricar ornamentos, não haviam desenvolvido a metalurgia. As principais armas que utilizavam eram arcos, flechas e lanças. Seu desenvolvimento tecnológico não havia chegado ao ponto de possuir armas comparáveis às dos europeus, como as armas de fogo ou espadas de aço. Tampouco tinham um sistema imunológico preparado para se defender dos germes gerados em milhares de anos de urbanismo, como ocorria na região de origem dos colonizadores, na Eurásia.
De centro a leste, destacavam-se, entre outros, as etnias caribes dos meregotos e os caracas na região do Vale de Aragua até o Vale do Tuy, os palenque e os cumanagotos a partir dali até a região do rio Neverí e os chaimas e parias na zona oriental, nas penínsulas de Araya, Paria e ao sul destas. Esses grupos seriam, em geral, ramos da família linguística Caribe que, com a chegada dos espanhóis, somavam cerca de 100.000 pessoas no atual território venezuelano. Outros grupos, como os waikerí, encontravam-se nas ilhas de Margarita, Cubagua e parte da costa. Os warao viviam na região que se estendia de Paria a todo o Delta do Orinoco.
Na região ocidental do que hoje é a Venezuela, predominavam os grupos de etnias arawacas. Na região atualmente formada pelos estados de Falcón, Yaracuy e Lara habitavam, entre outros, os caquetíos, do grupo arawaco, bem como os jirajaras e guayones, da família linguística jirajarana.
Os timoto-cuicas, emparentados com os chibchas, habitavam os Andes.
As etnias dos los Llanos geralmente não praticavam a agricultura, concentrando-se na caça, pesca e coleta. Normalmente, sua organização política consistia apenas no clã familiar.
Entre os maiores grupos dessa área estavam os otomacos, que estiveram em conflito permanente com os grupos caribes.
Alexander von Humboldt questionou a confiabilidade dos primeiros dados sobre tribos, pois os primeiros colonizadores frequentemente confundiam toponímias, nomes próprios, nomes de etnias e outras palavras.

### Primeiras expedições

#### Colombo chega à Venezuela

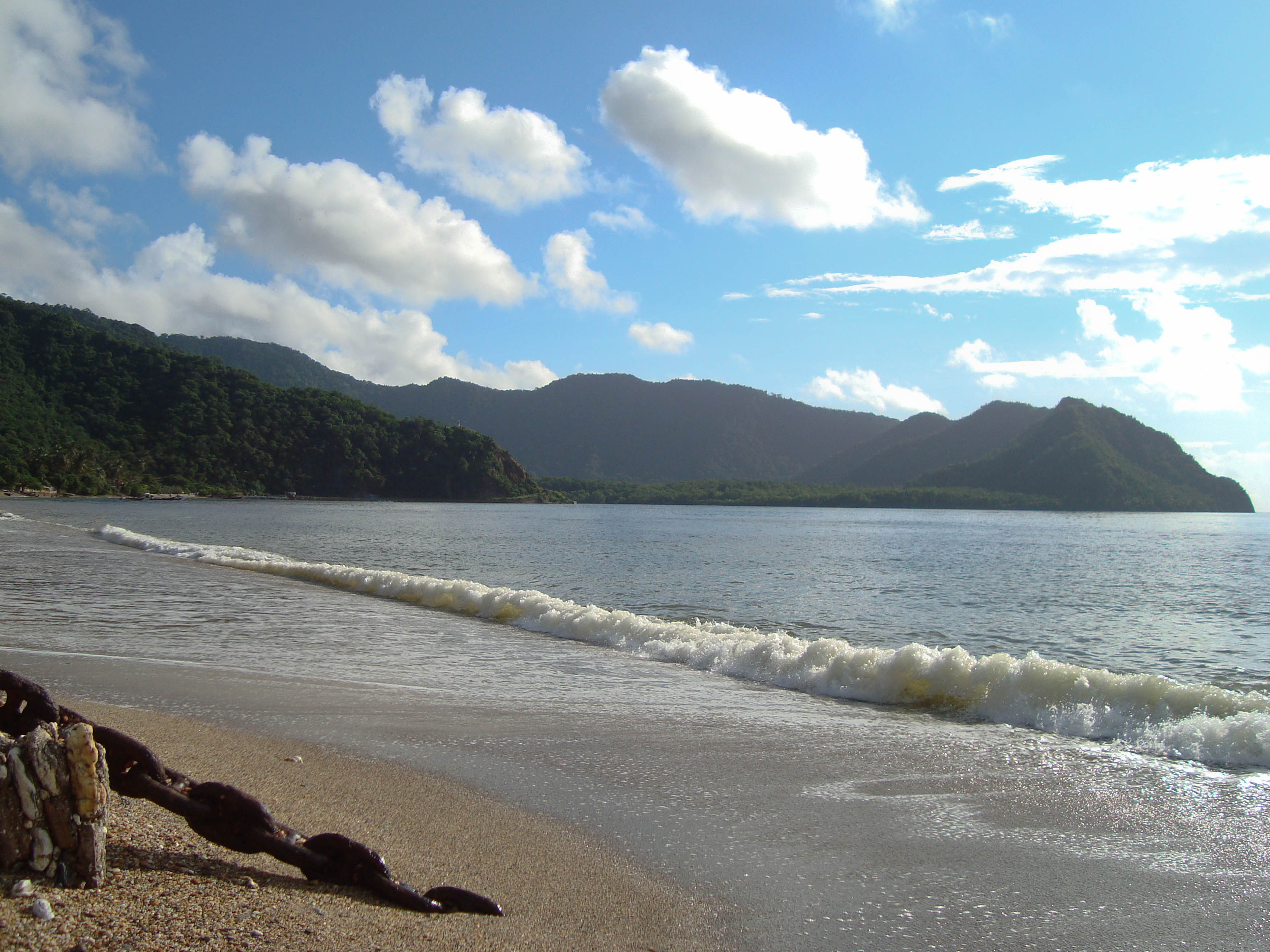
Macuro, onde Colombo chegou em sua terceira viagem à América.

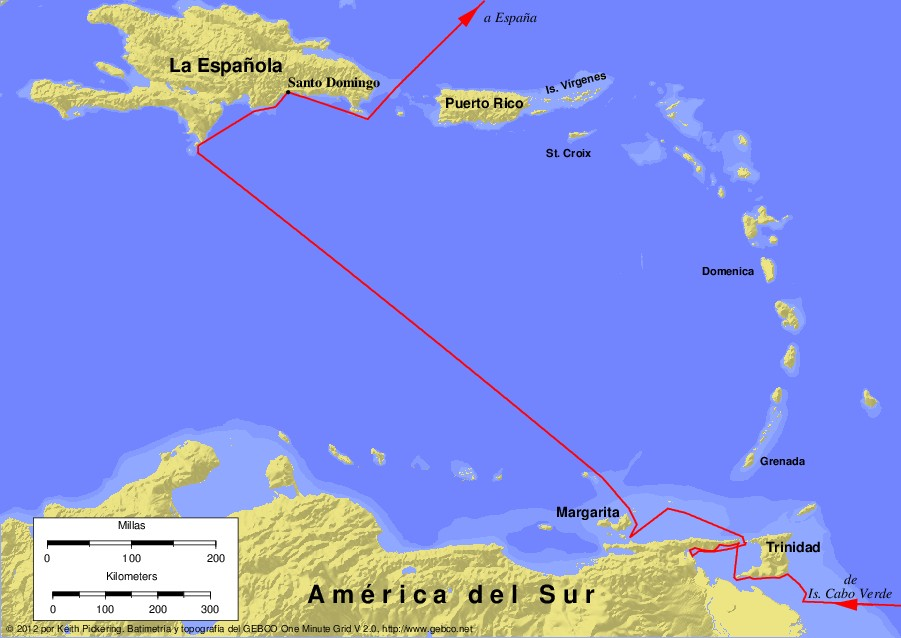
Rota da terceira viagem de Colombo na América

Cristóvão Colombo chegou em sua terceira viagem à América do Sul. No início de agosto de 1498, as naus de sua expedição chegaram à ilha de Trinidad. De lá, aproximou-se da costa em frente ao Delta do Orinoco e dirigiu-se para o Golfo de Paria, atravessando a Boca de Serpientes. Em 6 de agosto, os europeus pisaram pela primeira vez em terra firme na América do Sul. Trocaram presentes com os indígenas, que pareciam particularmente interessados em latão e sinos. Os ameríndios indicaram aos europeus que havia mais populações a oeste. Colombo tomou vários indígenas consigo como guias e seguiu naquela direção. No dia seguinte, avistou a costa por volta das 3 da manhã. Ao amanhecer, uma população onde os indígenas viviam entre jardins com flores e frutas tornou-se visível na costa. Várias canoas aproximaram-se dos navios de Colombo. Os europeus divisaram muitos indígenas pescadores de pérolas. Uma embarcação aproximou-se deles e viram uma indígena com muitos colares de pérolas no pescoço. Um marinheiro europeu carregava um prato colorido de Valência. Ele o despedaçou e ofereceu os pedaços à indígena. Esta lhe deu um monte de pérolas em troca. A embarcação retornou e Colombo ordenou que os pratos fossem repartidos e entregues aos indígenas, que lhe deram muitas pérolas. Como Colombo estava acometido por uma doença ocular na época e já não podia ver bem, tendo que depender de seus marinheiros, decidiu retornar para la Española naquele mesmo dia.

#### Alonso de Ojeda

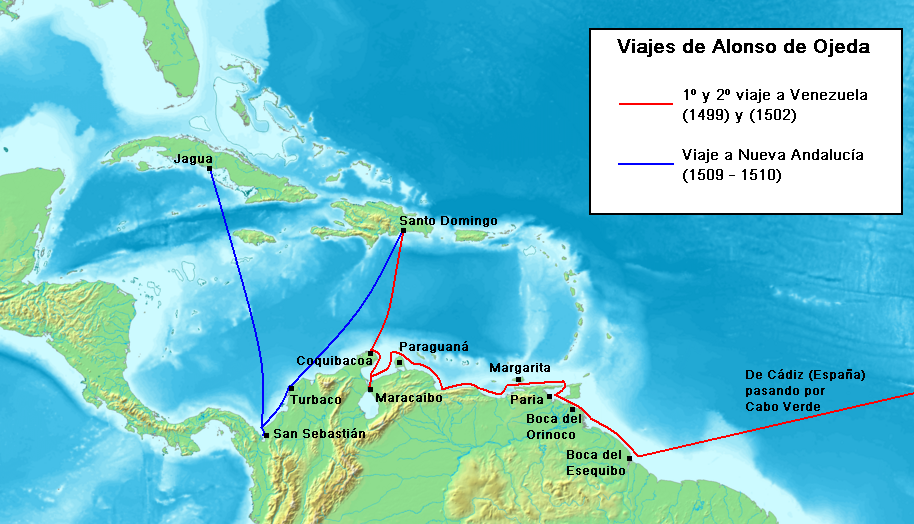
Voyages of Alonso de Ojeda

Alonso de Ojeda e Amerigo Vespucci realizaram uma primeira viagem detalhada de reconhecimento da costa venezuelana em maio de 1499. A expedição chegou ao Delta do Orinoco em junho. Visitaram a ilha de Trinidad, a ilha de Margarita e as Penínsulas de Paria e Araya, seguindo contornando a costa. Na região de Chichiriviche tiveram um encontro violento com os indígenas locais, que resultou na morte de um dos seus homens e ferimentos para outros. De lá, seguiram para o mar aberto e atracaram em Curaçao, que chamaram de Ilha dos Gigantes. Em 9 de agosto, chegaram ao Cabo San Román, na península de Paraguaná. Em 24 de agosto de 1499, alcançaram a entrada do Lago de Maracaibo. O piloto e cartógrafo Juan de la Cosa participou dessa viagem e desenvolveu o primeiro mapa da costa venezuelana.

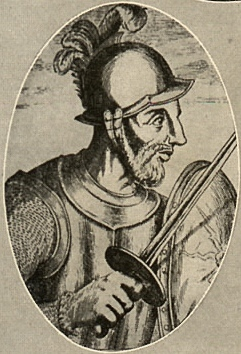
Alonso de Ojeda

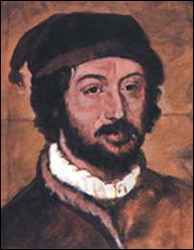
Juan de la Cosa foi o primeiro cartógrafo do que hoje é a Venezuela

#### Pedro Alonso Niño
Em junho de 1499, Pedro Alonso Niño partiu de Porto de Palos com outra expedição junto aos irmãos Luis e Cristóbal Guerra. Estes também chegaram à região do Golfo de Paria. De lá partiram para Margarita, onde carregaram pérolas. Em seguida, dirigiram-se ao Golfo de Cariaco, onde chegaram ao porto de Cumanagoto. Lá, trocaram com indígenas que vinham em piraguas ouro e pérolas por cascabeles, facas e chaquiras. A expedição de Niño permitiu aos espanhóis perceber as ricas salinas de Araya. De lá, continuaram para o Ocidente e desembarcaram em Coriana, onde mais tarde seria fundada uma cidade. Os 33 tripulantes permaneceram cerca de 20 dias ali, sendo agraciados pelos indígenas, com os quais novamente trocaram objetos de pouco valor na Europa por ouro e pérolas. Depois de serem atacados por indígenas na região entre o Lago de Maracaibo e o Cabo de la Vela, retornaram para Araya e, em 6 de fevereiro de 1500, empreenderam o regresso à Europa, onde chegaram dois meses depois, nas costas de Galicia.
A descoberta de uma grande riqueza de pérolas nos mares entre Margarita e Terra Firme impulsionou o estabelecimento de bases espanholas na região. Assim, fundaram Nueva Cádiz como um povoado na ilha de Cubagua em 1500.

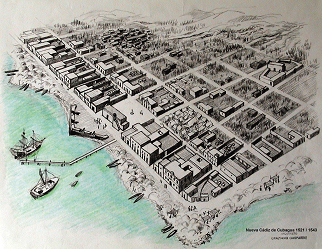
Esboço de como teria sido Nueva Cádiz

#### Franciscanos
Os religiosos foram pioneiros no estabelecimento de assentamentos em terra firme. Em 1501, um grupo de frades franciscanos estabeleceu uma missão no chamado Porto das Pérolas, o que hoje é Cumaná, onde os colonos da ilha de Cubagua se abasteciam de água e alimentos. Essa missão foi atacada diversas vezes pelos indígenas da região. No início desse ano, chegou outra expedição, composta por duas naus, com Rodrigo de Bastidas e Juan de la Cosa, que realizaram trocas com os indígenas desde o Cabo de la Vela até o Golfo de Darién.

#### Segundo viagem de Ojeda
Em 1502, Ojeda realizou uma nova viagem à Venezuela seguindo um trajeto semelhante. Ele foi acompanhado pelos mercadores Juan de Vergara e García de Campos, que haviam conseguido fretar quatro caravelas. As naus se separaram e a falta de mantimentos fez com que um dos grupos decidisse atacar, em 2 de abril, um assentamento indígena na região de Cumaná. Lá, mataram 78 indígenas e perderam um dos seus. Em 3 de maio de 1502, fundaram o primeiro povoado espanhol em terra firme do continente americano, Santa Cruz de Coquibacoa na Guajira. Os europeus atacaram os habitantes nativos, que se defenderam. Esse conflito e as disputas internas provocaram o abandono daquele povoado. Os sócios de Ojeda o capturaram e, juntos, zarparam para La Española, onde Ojeda permaneceria detido até 1504.

#### Escravidão indígena
A coroa de Castela havia declarado que os indígenas eram vassalos livres. Em 1503, entretanto, a rainha Isabel de Castela concedeu uma licença para escravizar os indígenas caribes, com o pretexto de serem canibais e rebeldes.
Nos primeiros tempos na Venezuela, os indígenas eram obrigados a mergulhar nas águas da ilha de Margarita, Cubagua e Tierra Firme para recuperar pérolas. Essas pérolas constituíram uma das primeiras fontes de riqueza da Coroa Espanhola na América.
Em 1509, Fernando II e seus representantes ordenaram estabelecer um posto permanente em Cubagua para a exploração de pérolas. Assim, Nueva Cádiz adquiriu um caráter oficial. Como Cubagua era muito estéril, os europeus precisavam trazer água de Cumaná e madeira de Margarita. As pérolas eram levadas de Nueva Cádiz para La Habana e San Juan para posterior envio à Espanha.

### Pedro de Córdoba e o estabelecimento de Cumaná
O frade dominicano Fray Pedro de Córdoba fez três expedições ao porto das Pérolas em terra firme, muitas viagens à Espanha e entre as ilhas e a terra firme, construiu casas, mosteiros, escolas, aprendeu o idioma dos indígenas, escreveu para eles livros sagrados, defendeu os indígenas e conseguiu fundar as primeiras missões dominicanas em Cumaná e Santa Fe, origem dos primeiros povos mestiços em terra firme.
A primeira expedição de 1513, organizada por Pedro de Córdoba e ordenada pelo Rei Fernando, o Católico, foi composta apenas por dominicanos sob o comando de Antón de Montesinos, braço direito de Pedro; o frade Francisco Fernandes de Córdoba, o leigo Juan Garcés e seus colaboradores, intérpretes e servos; partiu de Santo Domingo no final de 1513, chegando ao porto de Cumaná em poucos dias.
Em junho de 1519, Francisco del Castillo declarou ter sido o piloto da nau que levou os dois dominicanos, e Juan Fernández, piloto de uma caravela, disse ter ajudado nisso (cfr. E. Otte, Las Perlas del Caribe, op. cit. p. 125, nota 610). Os indígenas do cacique Cumaná, a quem já conheciam, os receberam, segundo se soube, com alegria, ofereceram comida e bebida e os situaram em um lugar seguro, que já era conhecido como Porto das Pérolas, na foz do rio Chiribichií, hoje Manzanares, onde os peroleiros e outros expeditionários se abasteciam de água, indígenas para o trabalho, mulheres e alimentos para levar às ilhas de Cubagua e Margarita.
Estabelecidos, os missionários construíram, com a ajuda do cacique e do seu povo, suas casas e duas igrejas de madeira e palmeira, onde também iniciaram uma escola à qual, muito em breve, assistiram até 40 crianças, de acordo com os cronistas, cédulas e os suprimentos reais.
Uma expedição de um escravista, capitaneada por Gómez de Rivera, emboscou e capturou o cacique Cumaná com sua família e seus criados, e os vendeu como escravos em Santo Domingo, sem que os frades pudessem fazer nada; por isso, os indígenas, em represália, sacrificaram os frades reféns, e o projeto sofreu um sério revés, mas não terminou aí.
Pedro de Córdoba não se abateu com o martírio dos frades nem com a ousadia dos espanhóis, que violavam as leis reais; e, com os de sua ordem, resgatou quase todos os indígenas, em luta desigual com as autoridades de La Española, cúmplices, e os devolveu à sua terra. Em novembro de 1515, voltou a Cumaná, fundou e deixou – como diz Vicente Rubio, com provas contundentes – outros missionários sob o comando do Fr. Luis de Castro, no mesmo local do sacrifício, no Porto das Pérolas, que foi o primeiro nome dado ao primeiro assentamento espanhol em terra firme, na foz do rio Chiribichií ou Cumaná, como aparece em medalhões e desenhos do século XVI.

### Colonização de Margarita
Em 1525, de Villalobos, oidor de Santo Domingo, obteve de Carlos I o governo de Margarita, mas morreu no ano seguinte sem se estabelecer ali. Sua viúva, Isabela Maniquete, assumiu o cargo de governadora em nome de sua filha mais nova, Aldonza, à qual recaía o cargo do pai. Em 1526, Isabela Maniquete ordenou o estabelecimento de um forte no que depois seria Porlamar. Isabela, Aldonza e, posteriormente, a filha desta, Marcela, seriam as governadoras da Província de Margarita, embora comandassem a partir de Santo Domingo por meio de tenentes. Apenas esta última se estabeleceu em Margarita. Aldonza assumiria seu cargo quando se casasse, aos dezesseis anos, com o conquistador Pedro Ortiz de Sandoval. Sua filha, Marcela, assumiria o governo quando se casasse aos 14 anos com Juan Gómez de Villandrando.

### Escravos
Os primeiros negros escravizados chegaram a Cubagua por volta de 1526–1527. Em 1530, o valor anual das pérolas exportadas da região de Margarita chegava a mais de 800 mil piastras. A ilha de Cubagua contava com cerca de mil habitantes em 1531, mas já para então o rápido colapso das colheitas de pérolas motivou muitos a se mudarem para Margarita.
Apesar da proibição de escravizar indígenas que não fossem "caribes", os indígenas de Margarita e Cubagua continuaram sendo escravizados por várias décadas.

### Fundação de Coro
Em 1527, o governador de Santo Domingo enviou Juan Martín de Ampués à Venezuela para combater o tráfico de escravos nas costas da Terra Firme. Juan Martín, em uma expedição com 60 espanhóis, chegou à região de Coriana, onde habitavam os caquetíos. Estes eram um povo estimado em cerca de 100.000 almas, e eram capazes, segundo Nicolás Federmann, de mobilizar até 30.000 guerreros. Lá, ele procurou entabular amizade com o cacique local, Manaure. Manaure o recebeu com 100 indígenas adornados com cocares, braceletes de pérolas e brincos de ouro. Após firmar um pacto com os indígenas, Juan Martín de Ampués fundou a cidade de Coro em 26 de julho.

### Contexto internacional
O interesse dos espanhóis começou a se deslocar para as costas do México, onde havia chegado Hernán Cortés em 1518 e onde uma campanha de conquista havia começado logo depois. Cortés conquistou a capital do estado mexica, Tenochtitlán, em 1521, e já, no final dos anos vinte, os europeus exploravam o México, que possuía uma economia maior do que a dos diferentes povos encontrados nas costas venezuelanas.
| 1498 - 1500 | –                       | Primeiras viagens de europeus às costas venezuelanas                                       | Pedro Álvares Cabral reivindica o Brasil para Portugal                                                              |
| 1501 - 1510 | –                       | Comunidades se estabelecem em Margarita e Cubagua                                          | Os espanhóis vencem na Batalha de Ceriñola os franceses usando arquebuzes.                                          |
| 1511 - 1518 | –                       | A exploração de pérolas e a escravidão dos indígenas se aceleram                           | Copérnico escreve seu Commentariolus. Lutero expõe suas teses e inicia a Reforma.                                   |
| 1519 - 1526 | –                       | Tentativas de missões em Cumaná; europeus buscam escravos nas costas venezuelanas          | Conquista do México, os espanhóis se concentram na exploração do México. Defesa de Lutero na Dieta de Worms         |
| 1527 - 1529 | Juan Martín de Ampués   | O governo ibérico procura controlar a costa venezuelana                                    | Derrota dos otomanos no Cerco de Viena                                                                              |
| 1529 - 1531 | Ambrosio Alfinger       | Inicia a administração pela casa comercial dos Welser                                      | Conquista de Cuba                                                                                                   |
| 1531 - 1533 | Bartolomé de Santillana | Expedições de Alfinger por Maracaibo e Federmann em direção ao sul de Coriana e aos Llanos | Conquista do Peru                                                                                                   |
| 1534 - 1535 | Rodrigo de la Bastida   | –                                                                                          | Carlos toma Túnez. Jacques Cartier penetra no Rio São Lourenço em sua segunda viagem.                               |
| 1535 - 1540 | Jorge de Espira         | –                                                                                          | Pedro de Mendoza funda Buenos Aires                                                                                 |
| 1540 - 1542 | Rodrigo de Bastidas     | Nueva Cádiz é destruída por um maremoto                                                    | Aumento na chegada ao Caribe de piratas ingleses, franceses e holandeses. Pedro de Valdivia funda Santiago de Chile |
| 1542 - 1544 | Heinrich Rembold        | –                                                                                          | Copérnico publica seu De revolutionibus orbium coelestium, no qual descreve como os planetas giram em torno do sol. |
| 1545 - 1546 | Juan de Carvajal        | Termina o período dos Welser                                                               | Gerolamo Cardano desenvolve a teoria dos números complexos                                                          |

## 1529–1546

### Os Welser na Venezuela

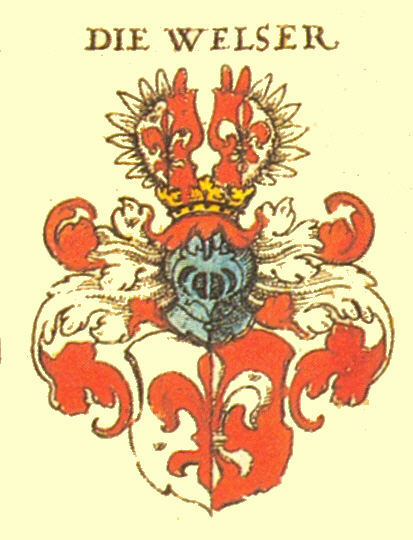
Escudo da família patriciada dos Welser

Carlos I de España – em perene necessidade de recursos financeiros para suas campanhas – decidiu conceder à casa de banqueiros Welser de Augsburgo a exploração da província de Venezuela. Esses banqueiros já possuíam uma sede em Santo Domingo. Os anos seguintes seriam conhecidos como os tempos da colônia alemã na Venezuela. Na realidade, a atividade dos Welser concentrou-se na busca por ouro e no tráfico de escravos e, durante esse período, os espanhóis continuaram realizando explorações e fundações. Os alemães que chegaram à Venezuela eram, em sua maioria, do sul da Alemanha, especialmente da região da cidade de Ulm.
De 1529 a 1538, os Welser registraram a exportação de cerca de 1.005 indígenas, embora o rei já tivesse proibido a escravidão de indígenas em 1528. Os Welser, contrariando as condições estipuladas no contrato de colonização, dedicaram-se, sobretudo, à busca por El Dorado e à escravidão dos indígenas. Isso, juntamente com a concorrência por interesses econômicos, produziu um conflito constante com os colonizadores espanhóis.

#### 1529
Ambrosio Alfinger (Ambrosius Ehinger), originário de Ulm, tornou-se o primeiro governador da província. Em 24 de fevereiro, chegou a Vela de Coro. Deixou Luis Sarmiento como regedor em Coro e partiu para o sudoeste com uma tropa de cerca de 180 homens. Na entrada de um lago, atacou as tribos da região e realizou a primeira fundação oficial da cidade de Maracaibo em 8 de setembro de 1529, com o nome de Nueva Núremberg.

#### 1530
Nicolás Federmann chegou em 12 de janeiro a Paraguaná, acompanhado por 123 espanhóis e 23 alemães. Sua missão era apoiar Alfinger. Deixou a maioria dos homens com Georg Ehinger e retornou a Santo Domingo em 15 de janeiro, a fim de buscar o restante da missão. Em 8 de março, regressou com gado, bois e alimentos, assim como com uma nau dos Welser. Foi recebido por Sarmiento.
De Maracaibo, Alfinger retornou com malária para Coro. Uma vez na cidade, deixou Federmann como seu representante em 30 de julho de 1530 e partiu para Santo Domingo para se recuperar.

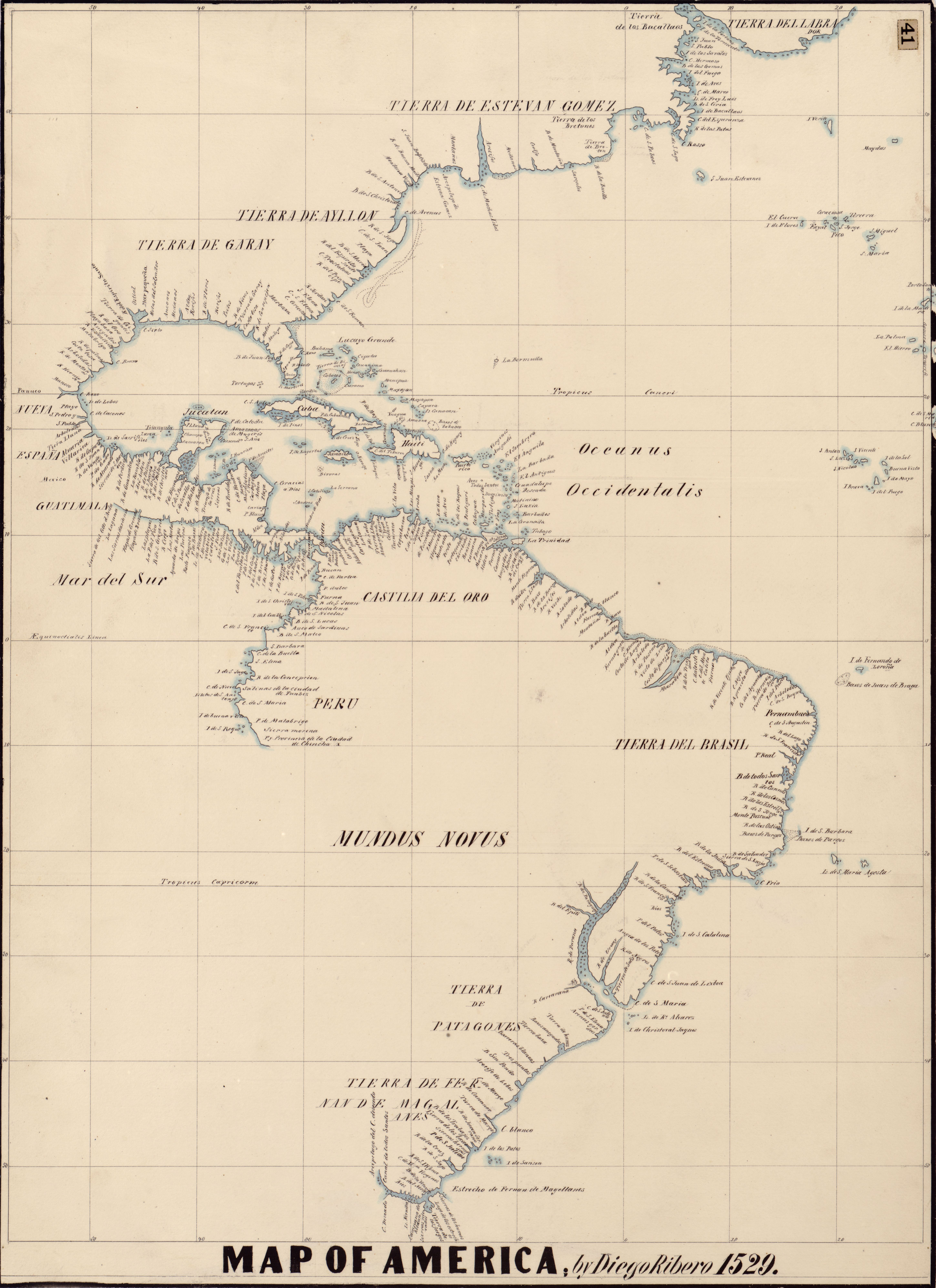
Map of the New World (Mundus Novus) by Diego Ribero from 1529, a copy in the Biblioteca del Congreso

Em 9 de setembro de 1530, Federmann decidiu sair de Coro sem autorização da Audiencia de Santo Domingo para realizar uma expedição exploratória. Acompanhavam-no 110 soldados a pé, 16 cavaleiros e cerca de 100 indígenas. Do território dos caquetíos, Federmann passou para o dos ayamanes, que eram, em geral, pessoas de estatura muito baixa. Aqueles que eram mais altos explicaram a Federmann, através de um intérprete que ele havia trazido de Coro, que a nação ayamana havia sofrido, algumas décadas antes, uma doença que obrigou muitos a buscar parceiros entre os jirajaras, de estatura mais alta.
As tropas de Federmann chegaram a Hittoua, em território jirajara, em 23 de setembro.
Em 27 de setembro, as tropas chegaram a um povoado que havia sido abandonado pouco antes: os incêndios haviam ardido na noite anterior. Federmann suspeitou que alguns dos indígenas que ele trouxe haviam alertado os locais. Encontraram milho, mandioca, batatas-doces, auyamas e outros produtos com os quais alimentaram a expedição. Pouco tempo depois, ouviram de um morro próximo o clamor de um grupo de indígenas e o som de chifres que tocavam para mostrar sua disposição de atacar. Os ameríndios – cerca de 600, segundo Federmann – começaram a lançar flechas, mas Federmann decidiu não responder inicialmente, para que estes gastassem suas flechas e, assim, primeiro se chegasse a um acordo. Enviou um indígena, dentre os que havia trazido, para dizer aos que estavam no topo que vinha em paz. Quando o homem se aproximou e os que estavam no topo viram que ele era indígena, deixaram de lançar flechas. Federmann então observou que, ao se aproximarem, eles não decidiram descer em direção aos europeus, mas partiram para o outro lado, acompanhados do indígena que havia vindo como mensageiro. Então, o alemão enviou 20 de seus homens para tomar o cume e determinar para onde os indígenas haviam partido. Estes observaram que os indígenas se encontravam em outro cume, que havia cerca de uma trinta de povoações ao redor e que as três mais próximas estavam em chamas, incendiadas pelos indígenas que não queriam que os europeus conseguissem provisões. Diante disso, Federmann decidiu enviar 3 indígenas para as aldeias restantes para dizer aos seus caciques que, se cooperassem com os europeus e não incendiavam suas aldeias, ele os trataria como amigos e os protegeria, mas, caso contrário, seriam atacados, suas aldeias destruídas e seus filhos e mulheres vendidos como escravos. No dia seguinte, pela manhã, cerca de 60 ameríndios – homens e mulheres – chegaram e ofereceram a paz. Ele os ordenou a ser "batizados". O cacique e outros eram um pouco mais altos do que os indígenas que ele tinha visto até então, mas outros mediam pouco mais de um metro de altura. Federmann ordenou a esse cacique, depois de lhe dar algumas bijuterias de ouro, que chamasse outros povos para que manifestassem sua disposição de fazer paz. Durante 5 dias, os europeus permaneceram naquele povoado. Durante esse tempo, chegaram diversos grupos de ayamanes. Alguns eram mais altos, e estes explicaram que isso se devia ao fato de que, algum tempo antes, os ayamanes haviam sofrido seu primeiro ataque de varíola e os sobreviventes de suas regiões tiveram que se misturar com os jirajaras.
No primeiro dia de outubro, as tropas atravessaram o rio Tocuyo com grande dificuldade. Em 3 de outubro, encontraram um novo povoado dos ayamanes, onde novamente coletaram mantimentos. Federmann enviou uma expedição com 50 homens para conseguir mais indígenas ayamanes que não se haviam misturado com os jirajaras. Dois dias depois, os expeditionários retornaram com cerca de 100 desses. Federmann levou 7 e deixou os demais voltarem, dizendo-lhes para irem ao seu chefe e informá-lo que deveriam ir ao povoado de Carohana, para onde Federmann pretendia ir, a fim de firmar um acordo com ele.

##### Carohana e travessia pelo território ayamán
Por volta de 7 de outubro, chegaram a Carohana (Carora), onde novamente recolheram provisões e puderam comer carne de cervo, que era abundante na região.
Ao meio-dia, aproximou-se do povoado de Carohana um grande grupo de pigmeus com 2 líderes à frente. Os habitantes de Carohana pensaram que eles viriam atacá-los. Um cacique pediu a Federmann que os protegesse. Os pigmeus que vinham eram da tribo da qual Federmann tinha 10 reféns. Por meio de um intérprete indígena, pediram desculpas por terem resistido. O cacique ofereceu a Federmann presentes de ouro e uma pigmeu, que chorava. Federmann a levaria depois até Coro, mas decidiu não retirá-la do país, pois sabia que os indígenas transportados para zonas frias morriam.

##### Os gayones
Por volta de 12 de outubro, a expedição passou do território dos ayamanes para a zona da etnia dos gayones, que eram inimigos dos primeiros. Federmann atacou os gayones no primeiro povoado e estes se defenderam. Federmann utilizou intérpretes dos ayamanes para comunicar seu interesse e estes, aparentemente, teriam se acalmado, oferecendo aos europeus comida e presentes, dentre os quais objetos de ouro. Os indígenas do novo local abandonaram o povoado onde os expeditionários europeus estavam, o que motivou o ataque de Federmann, que enviou cerca de 50 homens – 4 a cavalo – para persegui-los.
Durante a noite, atacaram um povoado e capturaram cerca de 80 indígenas, entre homens, mulheres e crianças. Enviaram outro grupo de europeus para atacar outro povoado e, na luta, mataram numerosos indígenas e capturaram outros. Em um confronto, houve 7 feridos entre os europeus e 1 morto, que foi enterrado em segredo para não dissipar a crença, aparentemente, dos indígenas daquele povo de que os europeus eram imortais. Federmann repartiu os indígenas prisioneiros – cerca de 43 – entre seus soldados. De lá, os europeus passaram para o território dos xaguas ou chaguas.

##### Os xaguas
Os europeus procuravam estabelecer contato com a população dos aglomerados que passavam por meio dos reféns dos gayones, mas os indígenas fugiam. Numa noite, conseguiram assaltar um grupo de gayones. Federmann tentou pedir a um dos gayones que tinha como refém para interpretar para ele e dizer que queria fazer paz. Ele ofereceu algumas miudezas e ordenou que chamassem seu cacique até aquele ponto. À tarde, em 25 de outubro, chegou aos europeus um cacique acompanhado de cerca de 800 pessoas – homens e mulheres – de seu povo, e realizaram uma troca de presentes. Durante 2 dias, os europeus receberam grupos de indígenas que trocaram artigos em sinal de amizade. Os europeus marcharam 5 dias por essa região dos xaguas sem contratempos.
Em 30 de outubro, chegaram ao último povoado dessa etnia, Cacaridi. Os europeus utilizavam, até então, cerca de 250 indígenas para transportar a comida e o restante do equipamento.

##### Caquetíos do Oriente
A 3 milhas dali, passaram para uma região não montanhosa onde viviam os caquetíos. Os europeus ficaram maravilhados ao ver essa etnia ali, pois haviam deixado a região dos caquetíos há muitos dias e passado por áreas onde se falavam outras línguas. Os caquetíos viviam numa área altamente fértil e plana, reservavam as melhores terras para si e não toleravam outras etnias na região. Os europeus decidiram enviar mensageiros para as diversas aldeias que avistaram e acamparam num local. No dia seguinte, os mensageiros retornaram com cerca de 30 caquetíos, que traziam produtos da caça. Após a troca de presentes, os europeus permaneceram vários dias na região, que se chamava Variquesimeto.
Federmann estimou que na área havia cerca de 23 povoações, separadas entre si por apenas meia milha, e que poderiam reunir até cerca de 30.000 guerreiros. Outras povoações vizinhas eram os ciparicotes e os cuibas. Aqui, Federmann ouviu falar da existência de algo que ele acreditava ser o Mar do Sul. Os habitantes diziam não ter ido lá, mas ter ouvido sobre isso de seus antepassados. Os europeus passaram a pensar que essa poderia ser uma região onde encontrar ouro e pérolas. Mesmo assim, com o passar do tempo, cerca de 60 europeus adoeceram.
Federmann decidiu deixá-los descansar com os indígenas. Para isso, tentou aparentar que estes deveriam estar em redes por serem pessoas muito importantes e não porque estavam demasiadamente fracos. Quando quis continuar com os homens mais saudáveis e usar cerca de 200 indígenas como carregadores de bagagem, estes optaram por deixar os pertences no caminho – não queriam adentrar o território de seus inimigos cuibas. Ao final, os europeus puderam prosseguir com um rapaz e uma mulher indígena como guias, que falava a língua dos cuibas.

##### Os Cuíbas
A expedição continuou num vale por onde corria um grande rio, o Coaheri. Como faltava comida, Federmann enviou dois cavaleiros para observar os morros vizinhos. Um deles voltou logo e informou que a planície estava reaparecendo. Ao chegarem à planície, enviaram novamente vários homens a cavalo para verificar se havia aldeias ao redor. Logo descobriram várias povoações e fumaça saindo delas. Suspeitaram que os indígenas estavam fazendo sinais para alertar sobre a presença dos europeus.
Após uma discussão com seus subordinados, Federmann ordenou marchar em direção a um aglomerado com cerca de seis choças, que estava deserto. Lá, encontraram apenas um riacho próximo. À noite, Federmann enviou cerca de 30 homens para assaltar o primeiro povoado do qual haviam visto fumaça. Estes não se atreveram a entrar no povoado e voltaram para buscar mais homens. Federmann não quis enviar mais porque ficaria sem pessoas suficientes para proteger os feridos, e o povoado estava numa área montanhosa onde os cavalos teriam dificuldade de manobrar.
Federmann enviou 10 homens a cavalo e 35 a pé para explorar as regiões próximas ao rio. Logo encontraram um grupo de guerreiros com os quais entraram em combate. Os europeus eliminaram cerca de 48 indígenas e fizeram cerca de 60 prisioneiros, enquanto o restante fugiu. Dos europeus, apenas 4 ficaram feridos e um cavalo morreu. Foi a primeira vez que combateram com uma tribo que utilizava flechas envenenadas.
O chefe alemão libertou 6 indígenas e deu presentes a seus caciques com o intuito de firmar um acordo.

##### Os cuyones
No início de dezembro, espanhóis e alemães capitaneados por Federmann chegaram à região dos cuyones, onde, juntamente com os indígenas aliados, fizeram centenas de prisioneiros.
Esses caquetíos viam as nações circundantes como inimigas, mesmo quando adquiriam sal dos xaguas.
Em 13 de dezembro, uma expedição retornou com cerca de 600 cuyones, vindos de um povoado que se recusara a recebê-los e que foi incendiado. Muitos outros indígenas morreram nas chamas, preferindo isso a se entregar aos seus inimigos. Os europeus tiveram 2 mortos e 15 feridos.
Em 15 de dezembro, a expedição chegou a um grande povoado, Hacarygua, onde viviam cuibas e caquetíos.

#### 1531
Em 3 de janeiro, Federmann e sua tropa partiram para os Llanos venezuelanos em busca do "Mar del Sur" e da mítica cidade de "El Dorado". Em 23 de janeiro, seguiram rio abaixo em direção a Cohibera. Passaram por dois povoados, Curaby e Cazaradadi, onde os nativos os trataram amigavelmente. Pouco depois, chegaram a um povoado chamado Curamahara, que estava deserto, pois seus habitantes fugiram. Após alguns dias, conseguiram deter um grupo de indígenas do povoado e explicar-lhes suas intenções. Com eles, seguiram para o território dos guaiqueríes.
Em 5 de fevereiro, chegaram a uma aldeia chamada Corahao, também habitada pelos waikeríes. De lá, partiram para Curamahara, onde encontraram outros europeus que haviam sido enviados em busca de Itabana. Os soldados informaram a Federmann que os indígenas waikeríes da região haviam se comportado de forma agressiva com eles. Federmann ordenou torturar o cacique da região – da etnia caquetía, mas aliado aos waikeríes – e este disse que eles haviam planejado atacar os europeus, sendo sua chegada que impediu o ataque. Federmann aproximou-se com seus homens de um rio, onde cerca de 800 indígenas os aguardavam para atacá-los. Com seus homens, o alemão os cercou e iniciou um ataque, matando vários centenas de indígenas. O restante fugiu. À noite, construíram barcaças para transportar os soldados que não conseguiam nadar e os cavalos, e pela manhã terminaram de atravessar o rio e chegaram ao povoado de Curamahara.
Em fevereiro de 1531, tiveram que retornar a Coro. A tropa estava doente e cansada das guerras com os indígenas. Os nativos agora fugiam de suas povoações e destruíam seus mantimentos para que não caíssem nas mãos dos europeus. No retorno, atravessaram pelo vale de Barquisimeto, onde os indígenas caquetíos os receberam amigavelmente. No dia 27, estavam de volta em Hacarigua.
No dia 3 de março, os europeus passaram por um vale dominado pelos caquetíos. Detiveram um grupo de indígenas, homens e mulheres, para usá-los como guias, mas foram obrigados a soltá-los quando outro grupo os ameaçou. Os indígenas tinham povoações que se estendiam por até meia léguas de comprimento, mas com apenas uma ou duas ruas de largura. Os europeus ficaram maravilhados com a beleza das mulheres e a boa proporção dos indígenas, e souberam que o vale se chamava Vavarida ou Vale das Mulheres. Em 3 de março, tentaram permanecer em um povoado indígena, mas os habitantes insistiram para que partissem. Em outro dia, entraram em um povoado pela manhã e, enquanto os indígenas comiam, ao ver os europeus, se esconderam em suas casas. Depois, retornaram e houve um combate. Em uma casa, 12 indígenas entraram em confronto com Federmann e seus homens. Federmann ficou ferido.
De lá, seguiram pelo rio Yaracuy. Federmann escreveu que os indígenas os fizeram marchar por caminhos errados. Ele ordenou que dois fossem despedaçados para infundir medo aos demais e fazê-los indicar o caminho correto para Coro, mas os indígenas disseram que preferiam morrer do que serem prisioneiros dos europeus. O contador da Coroa espanhola, Hernando de Naveros, havia tido frequentes discussões com Federmann por sua falta de transparência quanto às riquezas extraídas dos ameríndios e pelo tratamento que lhes dava. O conflito aumentou a tal ponto que Federmann prendeu Navarro em correntes e o manteve assim durante o restante do trajeto. Quando estavam prestes a desfalecer de fome, os europeus encontraram um jaguar, que com dificuldade conseguiram matar e comer. Em 17 de março, os poucos sobreviventes chegaram a Coro. Federmann partiu para a Alemanha, onde permaneceu por 4 anos e escreveu um relatório sobre a expedição, a Historia Indiana.

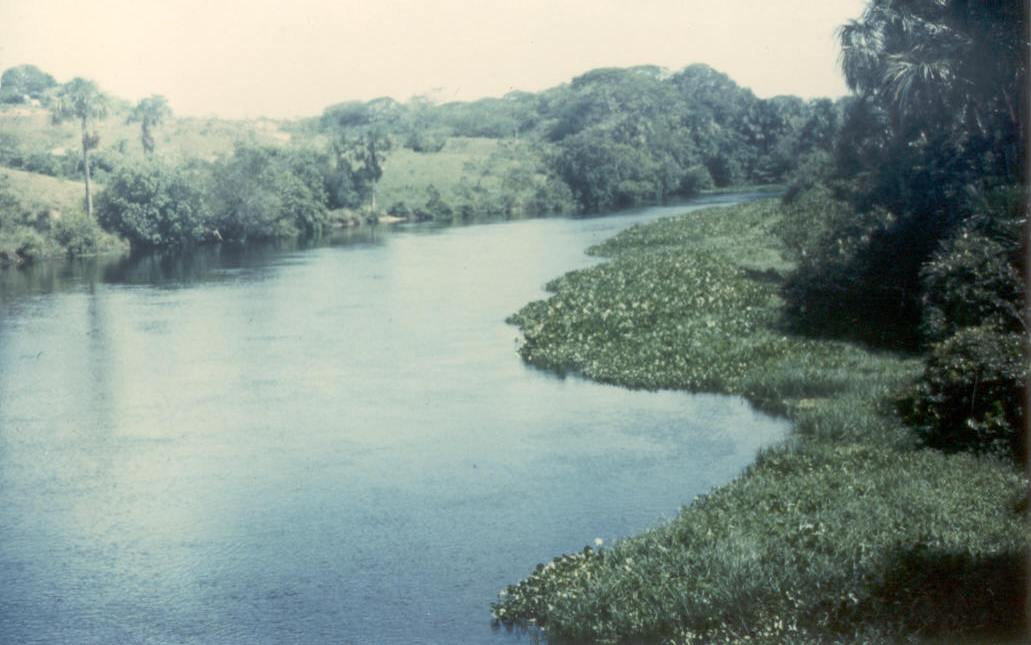
Rio Yaracuy

##### Nova Exploração do Lago de Maracaibo
Em 9 de junho de 1531, Alfinger deixou novamente Santillana como seu representante em La Vela de Coro e dirigiu-se para o Oeste e Sudoeste. Explorou a bacia do Lago de Maracaibo.
Em 1 de setembro, Alfinger partiu de Coro com 40 homens a cavalo, 130 a pé e alguns soldados para uma expedição em busca de El Dorado rumo ao oeste. Sua expedição retornou pelo caminho da costa, atravessou o Lago de Maracaibo e as montanhas de Oca até entrar em Valledupar.

#### 1532
Finalmente, decidiram pedir ajuda. No início de janeiro de 1532, uma expedição de 25 homens, comandada pelo capitão Iñigo de Vascuña, retornou para buscar auxílio em Coro, juntamente com uma carga de ouro. Em vez de seguir ao longo do Lago de Maracaibo, esse grupo teria adentrado os pântanos e se perdido. O cronista Oviedo y Baños relata que esse grupo começou a perecer de fome e cansaço e, ao final, chegou a praticar canibalismo com os indígenas que os serviam de guia. Um dos soldados, um tal Francisco Martín, foi socorrido pelos indígenas da região de Mérida.
Como Alfinger não recebia notícias da expedição de Iñigo, decidiu em junho enviar outro grupo sob o comando de Esteban Martín. No final de setembro de 1532, as tropas de Alfinger decidiram tomar o caminho para Cundinamarca a fim de encontrar o fabuloso El Dorado.
Enquanto isso, a situação em Coro foi se deteriorando. Como o abastecimento por mar havia sido quase completamente reduzido, os colonos obrigavam os caquetíos da região a fornecer mais mantimentos. Estes começaram a se afastar da zona de Coro e a se refugiar nas montanhas ao sul. Os europeus realizavam expedições de escravização e pilhagem.

#### 1533
Coro foi nomeada, em 1533, sede do Obispado da Província de Venezuela.
Alfinger morreu em 31 de maio de 1533 em Chinácota, entre Pamplona e Cúcuta, pelas flechas dos índios chicarateros. O restante da tropa, visto que a expedição de busca de resgate não retornava, decidiu tomar o caminho de volta. No percurso, encontraram Francisco Martín, que havia se integrado a uma tribo indígena. Ele lhes prestou ajuda e os acompanhou até Coro, onde chegaram em 2 de novembro.

### Diego de Ordás no Orinoco

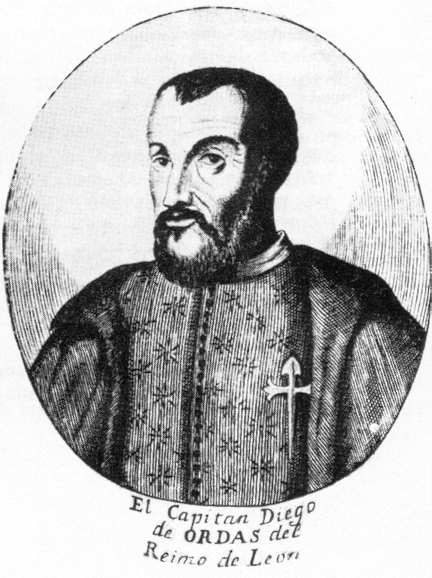
Diego de Ordaz

Por sua vez, Diego de Ordás ouviu falar de um possível El Dorado e dirigiu-se, em 1530, à Venezuela. Em 1531, chegou ao Delta do Orinoco. Em junho, realizou sua viagem subindo o Orinoco em várias embarcações menores até chegar ao rio Meta e daí aos Raudales de Atures do Orinoco. Durante esse período, a expedição acabou criando animosidade entre as populações indígenas. Nos Raudales de Atures, Ordás viu-se obrigado a ordenar a retirada sob pressão de seus homens. Ao chegar à costa do Caribe, envolveu-se em discussões com os colonos da região, que disputavam seu direito de exploração. Estes o enviaram para Santo Domingo como prisioneiro. Jerónimo de Ortal (ou Dortal), antigo tesoureiro de Ordás, chegou à Península de Paria em outubro de 1534. De lá, partiu com Alonso de Herrera pelo Orinoco para continuar a exploração de Ordás em busca de ouro. De Ortal dirigiu-se primeiro a Cubagua para buscar reforços, e Herrera, em vez de esperá-lo, partiu pelo Orinoco, alcançou o Meta, mas foi morto pelos indígenas. Seus acompanhantes voltaram para encontrar Ortal, que realizou uma nova expedição e, ao chegar ao local onde Herrera havia morrido, convenceu-se de que não haveria ouro e desistiu finalmente. Ainda assim, o mito continuaria.

### Continuação da busca por El Dorado

#### 1534
Em julho de 1534, Nicolás Federmann recebeu o título de capitão-general da Venezuela e, em setembro, sua armada estava pronta na Europa. As tropas compreendiam cerca de 600 soldados, dos quais alguns eram soldados de ballesta, especialistas em arquebuzes e soldados com lanças curtas e adagas. Dois procuradores representantes de Coro foram enviados à corte e conseguiram anular o título. Os conquistadores espanhóis queriam demonstrar sua autoridade. Federmann teve que reunir depoimentos de colonos na Venezuela para reapresentar seu pedido de ser nomeado capitão-general. Finalmente, em janeiro de 1535, conseguiu os documentos necessários.

#### 1535

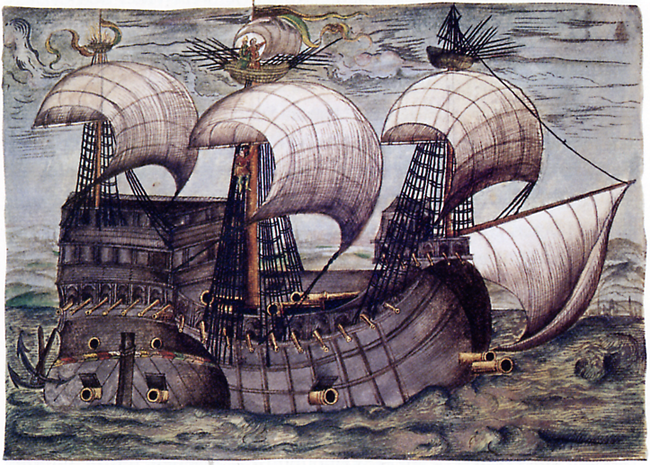
As tropas com Jorge de Spira e Philipp von Hutten chegaram a Coro na nau La Trinidad em fevereiro de 1535

Em 7 de fevereiro de 1535, chegou Georg von Speyer (Jorge de Spira) a Coro, acompanhado por uma tropa de 600 pessoas e Philipp von Hutten. Hohermuth decidiu oferecer proteção aos indígenas em troca de que estes trabalhassem três dias por semana para os europeus, sobretudo para a produção de milho.
Estes decidiram enviar uma força expedicionária para a zona do atual vale de Barquisimeto. No dia 13 de maio partiram duzentos soldados.
Quando chegaram a Barquisimeto, as primeiras tropas estavam em retirada porque não conseguiam dominar os grupos indígenas. No total, havia quatrocentos homens a pé e 40 cavaleiros em busca de El Dorado.
Os meses seguintes estiveram em guerra permanente com os indígenas. Acompanhavam-no Esteban Martín e Philipp von Hutten.
As tropas seguiram o caminho de Hacarigua.
As doenças tropicais e o ambiente tão diferente para o qual não estavam preparados levaram a que metade dos soldados adoecesse. Em Hacarigua, Hohermuth deixou descansar uma parte de sua tropa.
No dia 18 de agosto, continuou seu caminho com cem homens a pé e 30 cavalos.
A tropa seguiu primeiro para o Sul e depois para o Sudoeste.
No final de outubro de 1535, conseguiram atravessar o rio Masparro.
Em outubro, Federmann delegou a administração de La Vela de Coro a Francisco Venegas e partiu para o Cabo de La Vela com cem homens e vinte cavalos.

#### 1536
Os homens de von Hutten tiveram que esperar até janeiro de 1536 para continuar, com apenas 150 soldados a pé e 49 a cavalo.
O restante ficou com Andreas Gundelfinger na aldeia indígena de Ithibona.
Os soldados seguiram para o sul dos Llanos. No dia 8 de fevereiro, chegaram ao rio Apure.
Por volta de meados de 1536, Federmann e Pedro de Limpias realizaram várias expedições punitivas contra os indígenas de Barquisimeto e Acarigua, embora sem alcançar algo de valor militar, razão pela qual retornaram a Coro.

#### 1537
Georg von Speyer e Philipp von Hutten penetraram pelo Caquetá no que é hoje a Colômbia.
Em determinado momento, tiveram que deixar a maior parte de sua tropa descansar, pois a maioria sofria de doenças tropicais.
Finalmente, uma vez alcançado o rio Guamués, afluente principal do Putumayo, foram obrigados a retornar devido à dificuldade do terreno.
Em agosto, o restante das tropas partiu de volta para Coro: 100 soldados a pé e 44 cavaleiros.
Federmann partiu em abril com 170 soldados a pé e 130 cavaleiros de Barquisimeto em uma nova expedição pela margem da Cordilheira dos Andes rumo a Cundinamarca, na mesma rota que havia seguido Hohermuth em 1535.
Após 1537, a casa Welser cessou por completo o envio de mercadorias para a Venezuela, porque os colonos de Coro não podiam pagar.

#### 1538
Hohermuth retornou a Coro em maio de 1538 com 86 soldados a pé e 24 a cavalo.
De lá, enviou uma carta ao rei na qual pedia apoio para realizar uma nova expedição rumo à Nova Granada e, assim, conquistar "Ocoarica".

#### 1539
No final de 1539, haviam-se reunido cerca de 300 homens com 200 cavalos em Coro para uma nova expedição.
Um juiz, Antonio Navarro, enviado para investigar os abusos dos Welser na província no que tange à escravidão, concebeu ele mesmo um subterfúgio para tentar legalizar a caça de indígenas: elaborou o contexto legal para comprar indígenas de povos indígenas que tinham escravos.
Isso levou as tribos indígenas a atacar outras tribos mais para o interior, com o fim de fornecer os escravos.
Dessa forma, chegaram a ser vendidos entre 2 mil e 5 mil indígenas até 1545.

#### 1540
Georg von Speyer morreu em junho de 1540, quando se preparava para sair em uma nova expedição.
Ele havia desejado unir-se a uma tropa de vanguarda que se encontrava no vale de Barquisimeto sob as ordens do capitão Lope Montalvo de Lugo.
Ao tomar conhecimento da morte de Hohermuth, Montalvo decidiu abandonar Coro rumo à Nova Granada com mais de 150 homens, com o objetivo de escapar do controle dos Welser.
Para meados da década, restava em Coro apenas uma dezena de choças.
Em 7 de novembro daquele ano, chegou a Coro o bispo Rodrigo de Bastidas, vindo de Santo Domingo.
Com ele, chegaram 200 novos soldados e 150 cavalos.
Ao constatar a morte de von Speyer, o bispo Bastidas nomeou Philipp von Hutten como governador temporário da província.

### O fim de Nova Cádiz

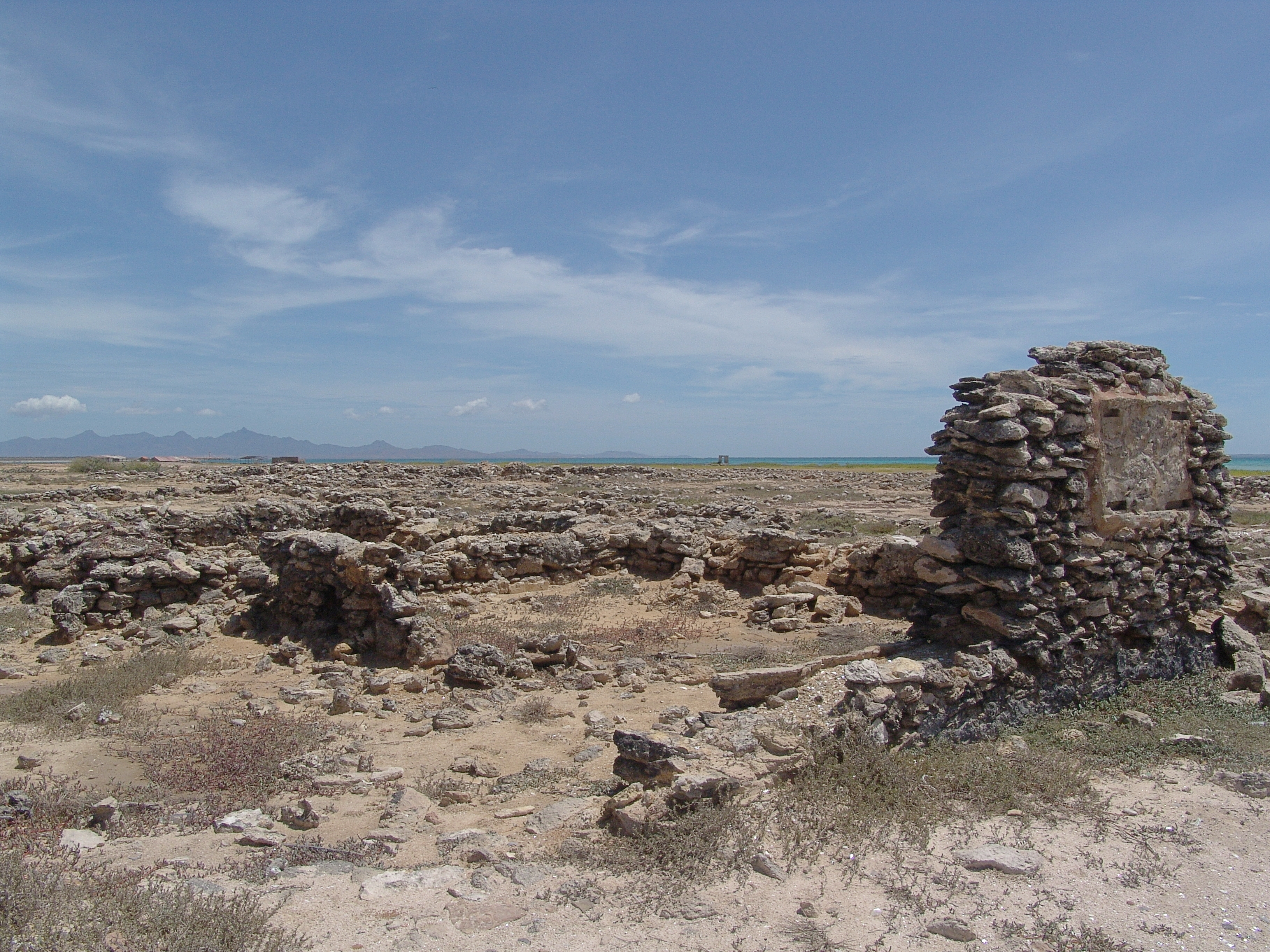
Ruínas de Nova Cádiz, em Cubagua

Em 1541, um forte maremoto destruiu a cidade de Nova Cádiz, em Cubagua.
Dois anos depois, piratas franceses atacaram a região.
Isso provocou o êxodo definitivo dos habitantes de Cubagua para a ilha de Margarita e para o continente, e contribuiu para a conquista de outras áreas.

### O fim dos Welser

#### 1541
Em 1541, Philipp von Hutten começou a planejar uma nova expedição em busca de El Dorado.
Por volta de março, ele escreveu na última carta que se tem dele que esperava encontrar outros “cristãos” que haviam partido de outras governadorias, o que provavelmente se referia a Gonzalo Pizarro, que partia do Peru, e Hernán Pérez de Quesada.
Em agosto, von Hutten partiu de Coro em uma nova expedição para o sul.
Com a saída deste grupo, o interesse dos Welser pela Venezuela chegou ao fim.
A província – que, na prática, se limitava naquele momento à zona de Coro – foi deixada à sua própria sorte.

#### 1542

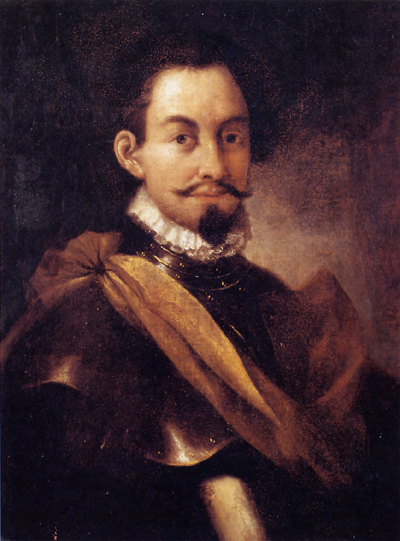
Philipp von Hutten, conquistador alemão a serviço da casa Welser. Também é conhecido como Núñez, o semental.

Von Hutten permaneceu até janeiro de 1542 no vale de Barquisimeto aguardando que mais homens se juntassem à sua expedição.
Então, prosseguiu em direção aos Llanos.
Enquanto isso, o governador Rodrigo de Bastidas decidiu abandonar Coro e dirigiu-se a Porto Rico.
Deixou um intendente, Diego de Buiza.
Este também abandonou a província depois de ter capturado indígenas em uma expedição “punitiva” contra os jirajaras e decidido vendê-los como escravos.
Em agosto, von Hutten havia chegado ao rio Opía.
Lá, soube que as tropas de Quesada haviam atravessado os Andes em busca de El Dorado e os seguiu até o Natal daquele ano, quando entrou em território dos indígenas choques.
Em 1542, von Hutten, procedente de Coro, visitou a região de Barinas, chegando à aldeia de Guarica, que havia sido abandonada por seus habitantes.
Hutten e seus homens saíram para capturá-los a fim de conhecer seus planos, mas o alemão acabou ficando ferido e precisou ser tratado pelo soldado Diego de Montes.
Ao amanhecer, foram atacados por 15.000 omaguas; von Hutten enviou sua cavalaria sob o comando de Pedro de Limpias, apoiada por sua infantaria comandada por Bartolomé Welser “o Jovem”, mas os 39 espanhóis eram demasiadamente poucos e tiveram que recuar para Macaota.

#### 1543
O interesse dos Welser por sua colônia na América estava diminuindo.
Bartholomäus Welser, o chefe da empresa, escrevia: “Se Deus fizesse o país frutificar” e “se o país começasse a gerar frutos”.
Os Welser haviam investido em 18 anos cerca de 100 mil ducados na província, sobretudo para equipar as entradas.
A maior parte dos recursos tinha sido gasta entre 1528 e 1532.
Depois disso, concentraram-se nessas entradas, que lhes parecia, como empresa, uma possibilidade mais importante de ganhar dinheiro do que de colonização.
No início de 1543, a “cidade” de Coro, com apenas cerca de 40 europeus e poucos habitantes indígenas adicionais, era um povoado com uma existência muito precária.
Heinrich Rembold, o novo governador alemão, tentou buscar pessoas em Paria e Cubagua para fundar uma nova cidade.
A presença europeia em Paria também não era muito sólida, uma vez que os prazeres perlíferos – a principal motivação para permanecer – estavam se esgotando devido à sobreexploração.
A escassa população de Cubagua, após o maremoto de 1541, havia se mudado para Margarita e Paria.

#### 1544
No final de 1544, chegaram a Coro cerca de 100 homens de Paria e Cubagua, na sua maioria escravagistas.
O primeiro grupo de europeus estabelecido em Coro passou a ser a minoria.
Por volta dessa data, Rembold morreu, sendo sucedido por Juan de Carvajal.

#### 1545
Em 1545, Philipp von Hutten concluiu que não podia conquistar a região sem mais reforços e iniciou o retorno para a Venezuela.
A administração dos Welser foi contestada pelos espanhóis na área, que os acusavam de não cumprir a tarefa de colonização, entre outras coisas.
O conflito final em território venezuelano começou com a atuação de Juan de Carvajal.
Este havia chegado a Coro em janeiro.
Ele falsificou documentos que supostamente o autorizavam a fundar uma cidade no interior do país e proibiam o juiz Frías de governar além da região de Coro.
De Carvajal partiu de Coro com vários colonos rumo ao vale de El Tocuyo, onde chegou em novembro.
Lá, fundou a cidade homônima e começou a distribuir terras aos indígenas segundo o sistema de encomiendas.

#### 1546
Em 1546, Philipp von Hutten, ao retornar do reino dos omaguas, passou pela região.
Ao encontrar lá a população fundada por Juan de Carvajal, Philipp entrou em disputa com ele.
Embora Philipp von Hutten e seu grupo tenham recebido permissão para continuar seu caminho, Carvajal e os seus armaram uma emboscada pouco antes de chegar a Coro, e os mataram, incluindo von Hutten e Bartolomé Welser, herdeiro direto da família.
Quando o licenciado Frías soube em Cubagua sobre o ocorrido com von Hutten, viajou para Coro para prender Carvajal.
Enquanto estava lá, armando-se, chegou Juan Pérez de Tolosa, enviado pelo rei como novo governador para substituir os Welser.
Juan Pérez de Tolosa marchou rapidamente para El Tocuyo e, lá, deteve Carvajal; em seguida, julgou Carvajal e seu tenente, Juan de Villegas.
No julgamento, Juan de Villegas foi considerado inocente por ter se oposto à violência de Carvajal, enquanto este foi declarado culpado e enforcado.
A partir disso, os Welser perderam o controle real da província.
Durante os anos seguintes, a família Welser travou disputas legais para vingar os assassinados e recuperar seus direitos.
Em 1556, com a morte de Carlos I, os Welser perderam definitivamente esses direitos de exploração.

## 1547–1569
| 1546 – 1549 | Juan Pérez de Tolosa           | Exploração da Cordilheira dos Andes                                  | |
| 1549 – 1553 | Juan de Villegas Maldonado     | Fundação de Nova Segovia de Barquisimeto                             | |
| 1553 – 1557 | Alonso Arias de Villasinda     | Fundação de Valência                                                 | Conrad von Gesner publica sua "Historia Animalium", início da zoologia moderna                          |
| 1557 – 1559 | Gutiérrez de la Peña Langayo   | Fundação de Mérida                                                   | |
| 1559 – 1561 | Pablo Collado                  | Francisco Fajardo vai de Borburata e Valência para o vale de Caracas | |
| 1562 – 1563 | Alonso Pérez de Manzanedo      | Fundação de La Asunción                                              | |
| 1564 – 1566 | Alonso Bernáldez de Quirós     |                                                                      | Cerco de Malta                                                                                          |
| 1566 – 1569 | Pedro Ponce de León y Riquelme | Fundação de Caracas, expedição de Malaver                            | Inicia-se a guerra dos Oitenta Anos, Gerardo Mercator publica seu primeiro mapa da Projeção de Mercator |
| 1569 – 1570 | Francisco Hernández de Chaves  | Recolonização de Cumaná                                              | |
| 1570 – 1576 | Diego de Mazariegos            |                                                                      | |
| 1576 – 1583 | Juan de Pimentel               |                                                                      | A Coroa espanhola e portuguesa unificam-se em Felipe II                                                 |

### Fundação de cidades no interior

#### Entrada de Alonso Pérez de Tolosa rumo à Cordilheira dos Andes

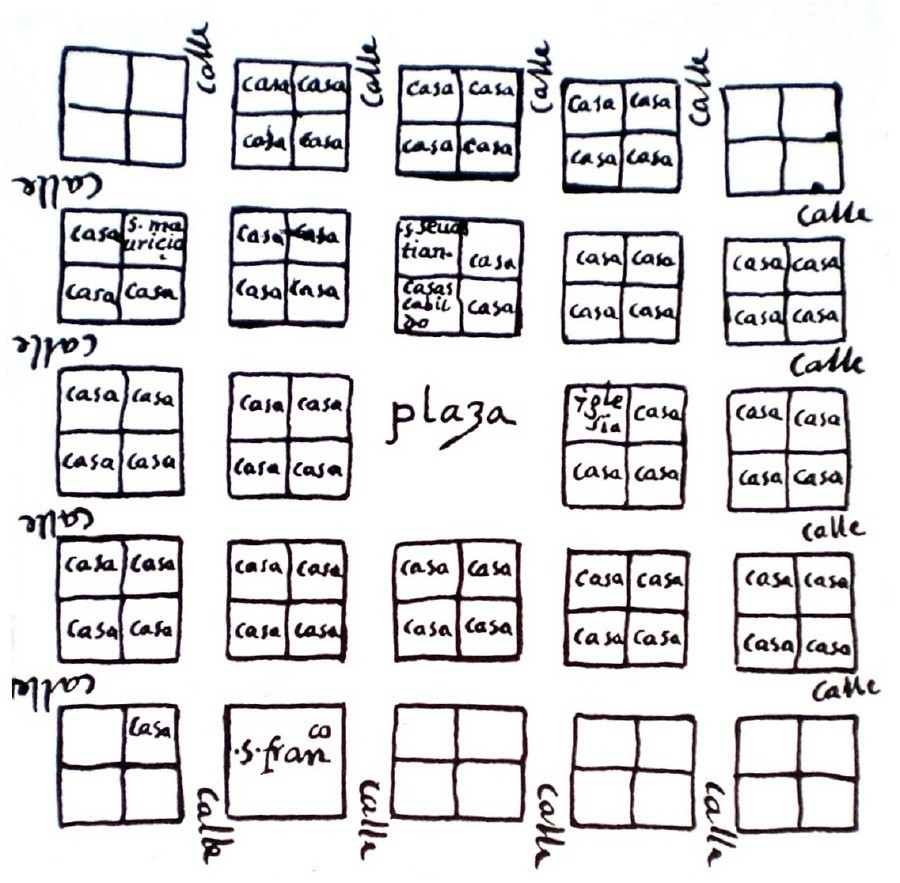
Mapa de Caracas para 1578

O novo governador, ao ver que não havia encomiendas suficientes para mais espanhóis, enviou seu irmão, Alonso Pérez de Tolosa, juntamente com 100 soldados e Diego de Losada, para conquistar terras nas montanhas andinas.
Pérez de Tolosa partiu no início de fevereiro de 1547.
Tomaram o caminho do rio Tocuyo e atravessaram o rio de Zazaribacoa.
Os homens que o seguiam se opuseram a continuar rumo às montanhas, devido à dificuldade do relevo, e conseguiram que se seguisse para os Llanos.
Quando chegaram ao rio Apure, decidiram estabelecer-se por alguns dias ali.
Numa manhã, foram atacados por um grupo de indígenas, mas conseguiram repelir o ataque.
Um soldado foi morto e vinte ficaram feridos.
De lá, Pérez de Tolosa continuou ao longo do Apure rumo à cordilheira.
Como estavam sem comida, enviou um grupo de quarenta soldados sob o comando do capitão Romero para buscar populações indígenas de onde roubar alimento.
Capturaram indígenas, milho, raízes comestíveis e mantos de algodão.
Pouco depois, os espanhóis atacaram a tribo dos Tovoros.
De lá, prosseguiram pelo rio Apure rumo ao vale de San Cristóbal, onde procederam a atacar os povos indígenas.
Depois, atravessaram o rio de San Cristóbal e atacaram outro grupo indígena que havia se refugiado no cume de um morro na zona de Táriba.
Lá, Pérez de Tolosa e outros ficaram feridos e perderam seis cavalos.
As únicas posses que encontraram lhes pareceram sem valor, por isso seguiram seu caminho através do vale de Capacho rumo ao vale de Cúcuta.

#### Expedições de De Villegas
Em 1548, o andaluz Juan de Villegas fundou, no que seria a costa ocidental de Carabobo, o povoado de Borburata.
Os indígenas da região foram subjugados e distribuídos em encomiendas a partir de 1547.
De Villegas voltou a Borburata em 1551 e instalou o primeiro cabildo do povoado.
Já em 1551, o cabildo escreveu ao rei espanhol “que todos os índios desta governadoria estão repartidos”.
No início daquele ano, De Villegas enviou um grupo de soldados liderados por Damián del Barrio para fundar uma população em Nirgua, onde se tinha notícia da existência de minas de ouro.
Damián enviou amostras de ouro da mina que encontrou, e isso motivou De Villegas a visitar o local para ter uma melhor ideia.
De Villegas decidiu fundar em 1552 a cidade de Nova Segovia de Barquisimeto entre El Tocuyo e Nirgua, com o objetivo de estabelecer um posto espanhol para dominar a região.
Um escravo negro das minas de ouro, Miguel, conseguiu se levantar em 1553, matar grande parte dos mineradores espanhóis e reunir um grupo de cerca de 180 negros e indígenas.
Após isso, proclamou-se rei.
Marchou com seus aliados para Barquisimeto, onde assassinaram alguns europeus.
Os vizinhos de Barquisimeto e de El Tocuyo conseguiram se defender, acabaram com Miguel e vários de seus seguidores e voltaram a escravizar os demais.

#### Nirgua e os jirajaras, expedições na zona de Tacarigua
Seguiram outras entradas em regiões que os conquistadores consideravam férteis ou com potencial mineral.
Em 1554, os espanhóis tentaram estabelecer-se no vale de Nirgua, mas foram rejeitados pelos jirajaras.
Francisco Fajardo, um mestiço nascido em Margarita, desembarcou em 1555 na zona de Chuspa, atual estado Vargas, e iniciou uma entrada conquistadora no vale de Caracas, embora tenha se retirado logo em seguida.
Alonso Díaz Moreno fundou Valência em março daquele ano a oeste do Lago de Tacarigua.
Tinha chegado lá a mando do governador, Alonso Arias de Villasinda, que era natural da cidade de Valencia de Don Juan.
Os espanhóis procuravam um lugar mais protegido de ataques de piratas do que o pequeno porto de Borburata.
Alonso Arias de Villasinda enviou Diego de Paradas para pacificar os jirajaras na zona de Nirgua.
A luta contra esses indígenas prolongou-se até bem avançado o Predefinição:Século.
De fato, durante o início desse século, os jirajaras, em suas rebeliões, foram capazes de reunir cerca de 8.000 guerreiros e assediar constantemente a cidade de Pedraza (fundada por Gonzalo Piña Ludueña em 1591).

#### Entradas pelo Ocidente
Diego García de Paredes, proveniente de Trujillo da província de Cáceres, fundou a cidade de Nossa Senhora da Paz de Trujillo em 1557, em território dos índios cuicas, embora a população tenha tido que ser realocada em várias ocasiões logo depois devido à alta atividade sísmica da região.
Enquanto isso, o explorador Juan Rodríguez Suárez, natural da Mérida espanhola, marchou de Cúcuta rumo ao Oriente e fundou a cidade de Mérida em 1559 sem autorização da Real Audiencia de Santa Fé.
Juan Maldonado, inimigo deste, à frente de um contingente de 60 soldados que capturaram Rodríguez, ordenou mudar a cidade de Mérida para seu local atual.
Juan Maldonado passou a fundar a cidade de San Cristóbal em 1561.

#### Los Teques

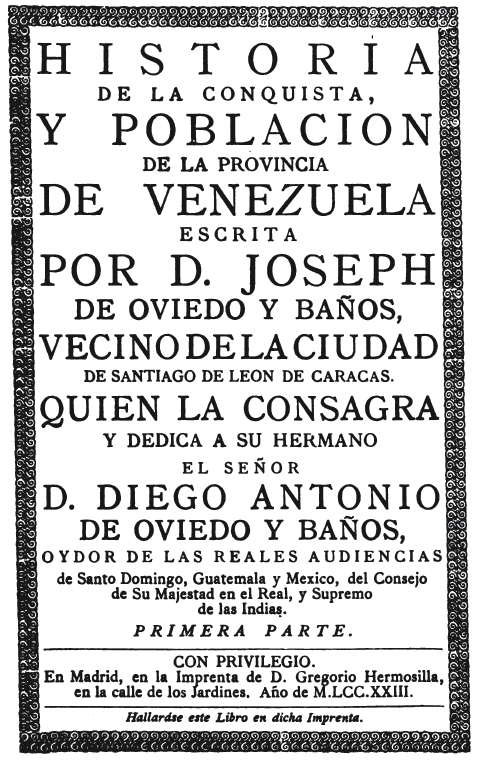
A história da Conquista da Venezuela por José de Oviedo y Baños é uma das obras de referência mais importantes sobre a Conquista da Venezuela, apesar de suas lacunas e de ter sido escrita mais de um século após os fatos narrados.

Em 1560, Francisco Fajardo voltou para a zona central da Venezuela, vindo de Margarita.
Da população indígena de Caruao, foi para Valência e, de lá, com um grupo pequeno, dirigiu-se ao Vale do Tuy, onde teve contato com o cacique Terepaima, a quem conseguiu acalmar ao falar de sua mãe indígena.
Retornou a Valência e, a partir desse povoado, pediu reforços ao governador Pablo Collado, que estava em El Tocuyo.
Este lhe enviou trinta soldados.
Com estes e o gado que trazia, estabeleceu um povoado e um hato às margens do rio Guaire.
Chamou o lugar de Vale de San Francisco.
O hato foi abandonado logo depois devido à resistência dos indígenas da região.

#### Fundação de Caracas e Caraballeda
Em 1567, Diego de Losada entrou no vale dos caracas com 300 espanhóis e cerca de 18.000 indígenas a serviço.
As tropas espanholas tiveram um confronto com a confederação de tribos indígenas convocada pelo cacique Guaicaipuro em 25 de julho daquele ano, na chamada Batalha de Maracapana.
Esse é considerado o dia da fundação da cidade de Santiago de León de Caracas.
Em 8 de setembro do mesmo ano, de Losada fundou o porto de Nuestra Señora de Carballeda nas ruínas de El Collado (atual Caraballeda) na costa.
Em 1568, já havia cerca de 40 colonos.

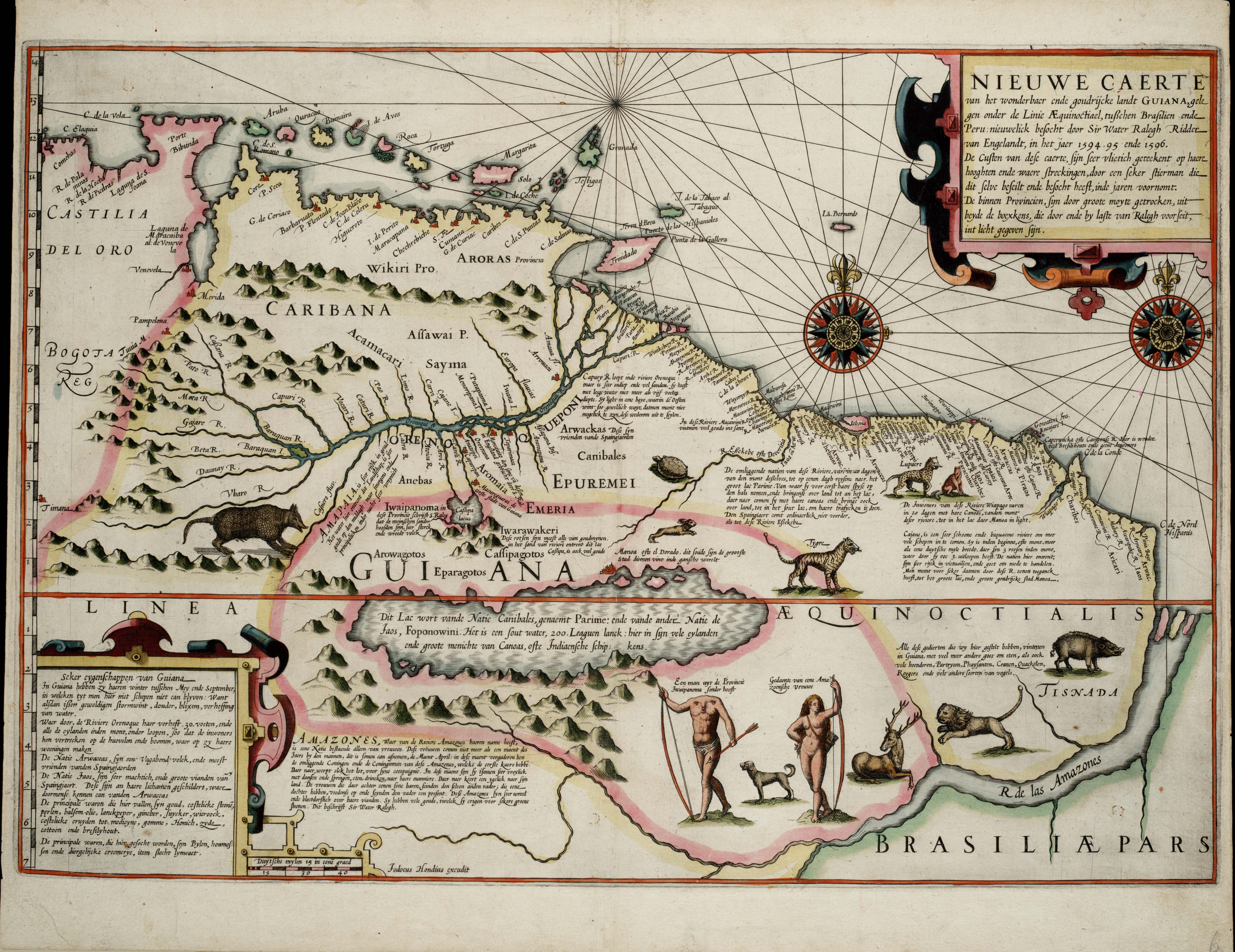
Mapa da Venezuela para 1599.

#### Expedição de Malaver
O extremeño Pedro Malaver de Silva, depois de fazer fortuna no Peru, voltou em 1568 para a Espanha para pedir ao rei uma merced de conquista de El Dorado.
Este lhe concedeu permissão para conquistar o reino dos omaguas e Quinaco e denominar a região como Nova Extremadura.
O rei também concedeu uma merced a Diego de Cerpa para que conquistasse o território contíguo entre o Orinoco e o Cabo dos Dragos.
Quando Malaver estava prestes a partir, soube do levante dos mouriscos e, para evitar ter que colocar seus soldados à disposição do rei para reprimir o levante, embarcou-os o mais rapidamente possível e apressou a partida.
Em 19 de março de 1569, Malaver partiu da Espanha, de Sanlúcar de Barrameda, com seiscentos soldados, dos quais cerca de 100 iam com suas esposas e filhos, 300 escravos, 200 cavalos, 500 vacas, 1.000 ovelhas e 200 porcos e cabras, rumo à Venezuela.
A maioria era de Extremadura e de La Mancha.
Chegou a Santa Cruz de Tenerife, onde adquiriu outro navio para distribuir melhor as pessoas, que iam abarrotadas em dois navios – urcas – nada mais.
Os soldados que iam com Malaver tiveram que lhe dar de suas roupas e dinheiro para conseguir capital suficiente.
Finalmente, partiram em meados de abril.
Em maio, desembarcaram em Margarita, onde permaneceram por oito dias.
Os colonos da ilha recomendaram a Malaver entrar por Maracapana, mas este achou que eles queriam prejudicá-lo, então decidiu não lhes dar atenção.
Na ilha ficaram cerca de 150 colonos.
A expedição seguiu daí pela costa até desembarcar alguns dias depois em Borburata.
Malaver seguiu com cerca de cento e quarenta homens pelos Llanos, mas sempre com à vista, à sua direita, a encosta oriental da cordilheira dos Andes.
Encontravam populações reduzidas, com no máximo cem casas, e indígenas que ofereciam pouca resistência.
Os espanhóis encontraram poucas coisas para comer: mandioca, batatas, algo de milho e pó de peixe.
A dificuldade encontrada pelos expedicionários os levou a desertar.
Finalmente, Malaver foi obrigado a retornar e chegou a Barquisimeto com o restante de seus soldados no início de 1570.
Malaver partiria da Venezuela rumo a Santa Fé pouco depois.

#### Retorno a Cumaná
Diego Hernández de Serpa chegou em 4 de outubro de 1569 a Margarita.
Lá, comprou por escambo cerca de oitocentas vacas que queria levar para o continente.
Em 13 de outubro de 1569, desembarcou na zona de Cumaná com 280 homens armados e suas famílias, e começou a repovoar Nova Córdoba, onde havia encontrado apenas 20 mestiços dos estabelecimentos anteriores.
Estabeleceu a população em uma área chamada Guatapanare, próxima ao Neverí.
Os espanhóis construíram mais de 150 casas de palha e cana.
Enviaram então indígenas intérpretes (línguas) para que exigissem aos caciques vizinhos o envio de comida.
Serpa pagou aos marinheiros com sal e peixe de Araya.
Fernández organizou a defesa das salinas de Araya, que eram cobiçadas pelos holandeses.
Encomendou a Pedro de Ayala a explorar o Golfo de Cariaco e a Francisco de Alava a explorar o sudeste.
Fernández distribuiu os indígenas em encomiendas para os exploradores de Cariaco.

## 1570–1580
Diego Hernández de Serpa ordenou em 1570 ao capitão Francisco Martínez estabelecer uma base militar próxima ao rio Neverí.

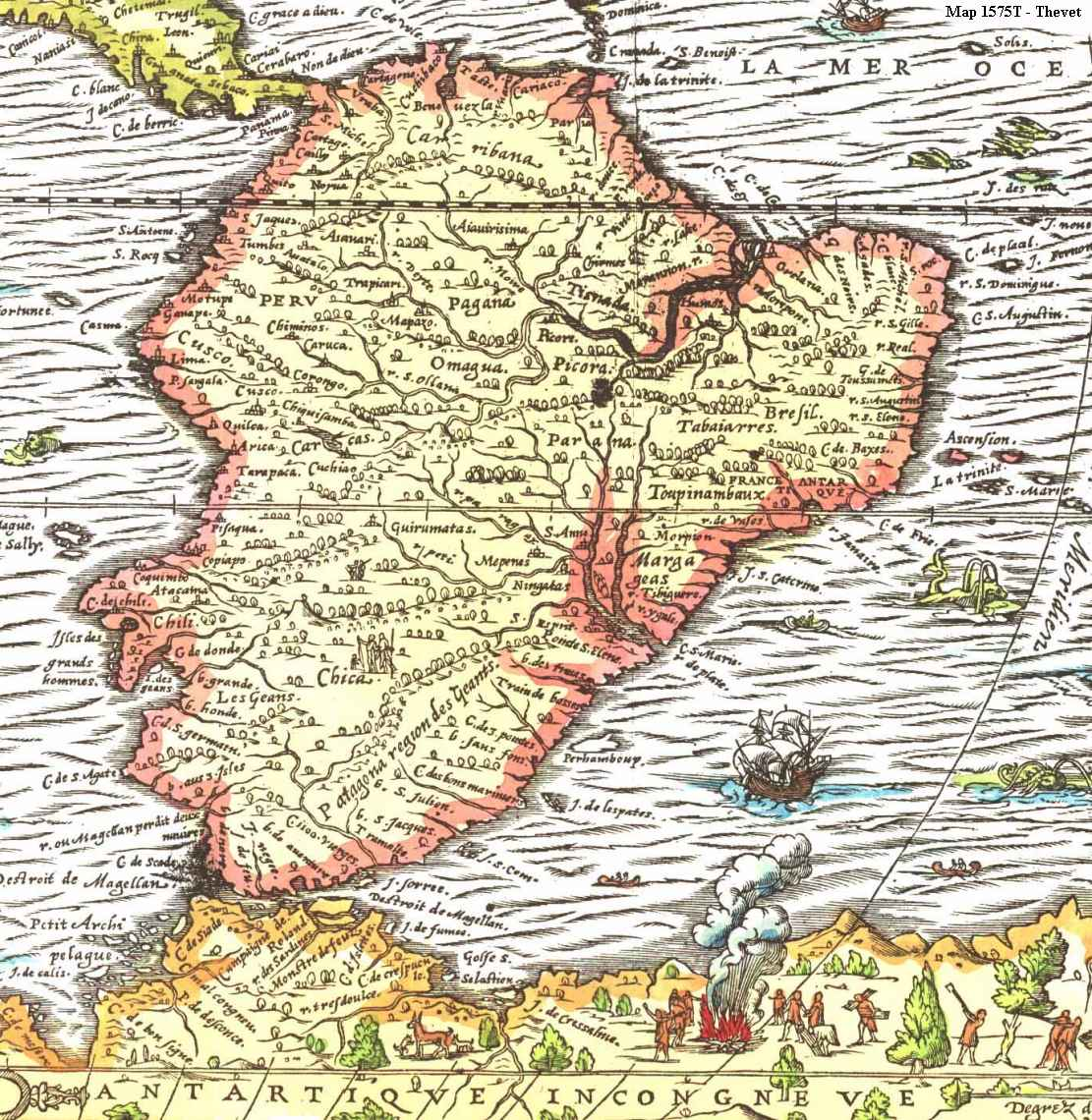
Mapa da América do Sul de 1575.

Juan de Pimentel chegou a Caraballeda em 1576 para ser o novo governador. De lá, partiu para o vale de Caracas.
Lá, decidiu em 1578 transformar o povoado na nova capital da província da Venezuela.

### Entrada em Barinas
Em 1576, o capitão Juan Andrés Varela deslocou-se de Mérida para os Llanos para fundar uma cidade, comissionado pelo Governador e Intendente do Espíritu Santo de La Grita, Capitão Francisco Cáceres.
Varela escolheu um local alto e protegido na parte montanhosa, mas muito próximo aos Llanos e com todo o cerimonial prescrito pelas Leis das Índias que se realizava em tais atos; em 30 de junho de 1577, fundou em um planalto situado aproximadamente a 80 quilômetros a leste de Mérida uma cidade que chamou Altamira de Cáceres.

### Expedições contra os cumanagotos
Em 1579 e 1580, Garci González de Silva realizou duas expedições contra os indígenas cumanagotos na região dos Vales do Tuy.
Na primeira, González partiu de Caracas em 6 de abril de 1579 com 130 soldados.
Seguiu pelo Vale do Tuy rumo aos Llanos e, de lá, para o Norte, até chegar, em 26 de abril, ao rio Unare.
De lá, seguiu para a costa.
Ao chegar, enfrentou grupos indígenas que haviam retornado em piraguas, presumivelmente, de ataques à navegação entre Margarita e Caracas.
Depois de vencê-los e provocar a retirada dos sobreviventes, estabeleceu um forte com cerca de trinta soldados, que chamou Espíritu Santo.
De lá, seguiram para a montanha.
Ao longo de todo o caminho, os indígenas os atacaram com flechas.
Ao cair da tarde, chegaram ao povoado de Utuguane, que os indígenas haviam incendiado para evitar que os espanhóis o usassem para descansar.
Os europeus perceberam que havia um magüey com 3.000 indígenas que guardavam o acesso para evitar que os invasores tomassem água.
Um grupo de soldados tomou o local e capturou os indígenas, os quais revelaram que os cumanagotos haviam pedido ajuda aos chaimas, chacotapas e cores.
Garci González seguiu com suas tropas em busca dos guerreiros indígenas e os encontrou em uma planície onde se encontrava a população aborígene de Cayaurima (cumanagotos), onde o cacique local possuía cerca de 12.000 lanças reunidas.
Lá, dividiu sua tropa em duas esquadrilhas e procedeu ao ataque com arcabuzes e homens a cavalo contra as flechas e estilingues com pedras.
Quando os espanhóis penetraram na aldeia, indígenas ocultos incendiaram o povoado.
De lá, com algumas perdas, os soldados hesitaram em continuar o ataque.
Numa noite, os indígenas que lhes prestavam ajuda decidiram fugir, o que motivou os espanhóis a recuar definitivamente.
Ao chegar a Espíritu Santo, encontrou uma mensagem do governador, Juan de Pimentel, que lhe dizia que, se não pudesse acabar rapidamente com os cumanagotos, retornasse para enfrentar os quiriquires.
Decidiram abandonar o forte recém-fundado e marchar pelo vale de Caucagua rumo ao vale dos quiriquires.
Estes os receberam de maneira pacífica inicialmente.
González decidiu estabelecer um novo Espíritu Santo no rio Itecuao.
Quando os indígenas perceberam que os espanhóis se estabeleciam ali, começaram a rejeitá-los e a destruir suas próprias plantações para que os invasores não as usassem.
Os espanhóis contra-atacaram, esfaquearam e enforcaram os chefes.
Ao final, os quiriquires tiveram que aceitar a vassalagem.
Após isso, Garci González retornou a Caracas.
Pouco tempo depois, diversas discussões entre os colonos motivaram que alguns destes fossem para Valência e outros retornassem a Santiago de Caracas.

## 1581–1589

### Epidemias
Os indígenas dessas regiões sofreram de forma massiva com a chegada de doenças para as quais não tinham resistência imunológica.
Entre as epidemias mais conhecidas, destaca-se a de varíola, que ocorreu em 1580, aparentemente quando um navio português vindo da Guiné com escravos africanos trouxe a epidemia.
Também houve outras epidemias que afetaram as populações indígenas no final do Predefinição:Século.
Pouco a pouco, os indígenas foram deslocados das melhores zonas de cultivo.
Luis de Rojas chegou em outubro de 1583 a Caraballeda para substituir Pimentel.
Grupos de caribes ainda continuavam atacando colonos nos Llanos e avançaram em direção a Valência.
De Rojas pediu a Garci González de Silva que repelisse essas incursões.
Garci os atacou no rio Guárico.
No início de 1000, Antonio de Berrío partiu de Tunja em uma expedição pelo Casanare até chegar ao rio Meta em busca de El Dorado.
Esta foi uma missão encomendada por Jiménez de Quesada, em parte como contrapartida ao seu legado.
Berrio continuou o trabalho na Guayana, subindo o Orinoco até a ilha de Trinidad, onde assumiu sua governança.

### De Caracas para a área cumanagota
Cristóbal Cobo liderou em 1585 uma tropa de 170 soldados espanhóis e 300 indígenas de Caracas até o rio Neverí, onde lutaram com um grupo cumanagoto liderado por Cayaurima.
Após o primeiro confronto, dirigiram-se ao Cerro Santo.
Após capturarem Cayaurima, os europeus conseguiram parar as hostilidades com alguns grupos.
Na salina de Apaicuare, fundaram San Cristóbal dos cumanagotos.
De lá, realizaram novas entradas que provocaram novamente a guerra.
Cobo levou seus soldados ao Alto Neverí, a Guarimata, para combater os indígenas.
Cobo pediu ajuda a Caracas e Cumaná e, depois, a Santo Domingo.
Ele ficou esperando até 1587.
Núñez Lobo chegou de Cumaná a San Cristóbal dos cumanagotos no início de 1588 para impulsionar a conquista da região.
Núñez tentou enfraquecer a resistência indígena ao proibir a venda de objetos de ferro e promover a venda de bebidas alcoólicas e de roupas aos caciques, com o intuito de criar uma relação de dependência.
No final da década de 1580, começou a chegar uma certa prosperidade a Caracas.
Condições climáticas e econômicas favoráveis levaram a que se exportasse mais trigo em grão e farinha da Venezuela.
Navios com trigo partiam de La Guaira rumo a Cartagena de Indias.
Os colonos em Caracas começaram a converter os telhados de palha de suas casas em telhados de telhas e a construir segundos andares em algumas delas, nas igrejas e em outros edifícios públicos.
O governo espanhol publicou, repetidamente, leis para limitar o tratamento cruel dos colonizadores aos indígenas.
Assim, em 1587, foi publicada uma lei na qual se proibía mobilizar indígenas a mais de seis léguas de distância de sua terra de origem para fazer lavouras ou doze para buscar ouro.

## 1590–1600
Na última década do Predefinição:Século, foi consolidado o domínio ao longo da costa venezuelana e começou a haver penetração de encomiendas pelos vales que comunicavam com os Llanos.
A Inglaterra e os Países Baixos começaram a entrar cada vez mais em conflito com os espanhóis e competir por zonas de influência.

### Trigo, prosperidade no Vale de Caracas
O Vale de Caracas havia se tornado, na década de 1590, uma zona importante de cultivo de trigo.
O tempo de semeadura era em setembro e outubro e a colheita ocorria em março e início de abril, e depois em maio e junho, quando o trigo era moído e transportado de La Guaira para Cartagena de Indias e outros portos do Caribe.
O negócio com o trigo duraria alguns anos a mais, mas mudanças climáticas e maior concorrência de outras regiões fariam com que a exportação de trigo colapsasse no início do Predefinição:Século.
Ainda assim, o trigo continuou a ser produzido durante séculos e as rotas comerciais que esse negócio havia aberto foram mantidas com outros produtos, como o cacau.
Nessa última década do Predefinição:Século, os espanhóis também começaram a implantar encomiendas nos Vales de Aragua e a se estabelecer nos Llanos.
Em 1591, um grupo comandado por portugueses – Portugal estava, naquele momento, unido à Coroa de Castela – se estabeleceu em Guanare.
Os espanhóis também aumentaram sua expansão na zona a oeste de Cumaná, em território dos indígenas palenques e cumanagotos.
Em 1594, fundaram Clarines.
Em 1595, os espanhóis que vinham do Vale de Caracas em busca de terras para explorar ouro e usar a mão de obra indígena fundaram San Juan de los Morros.

### Expedição de Walter Raleigh I

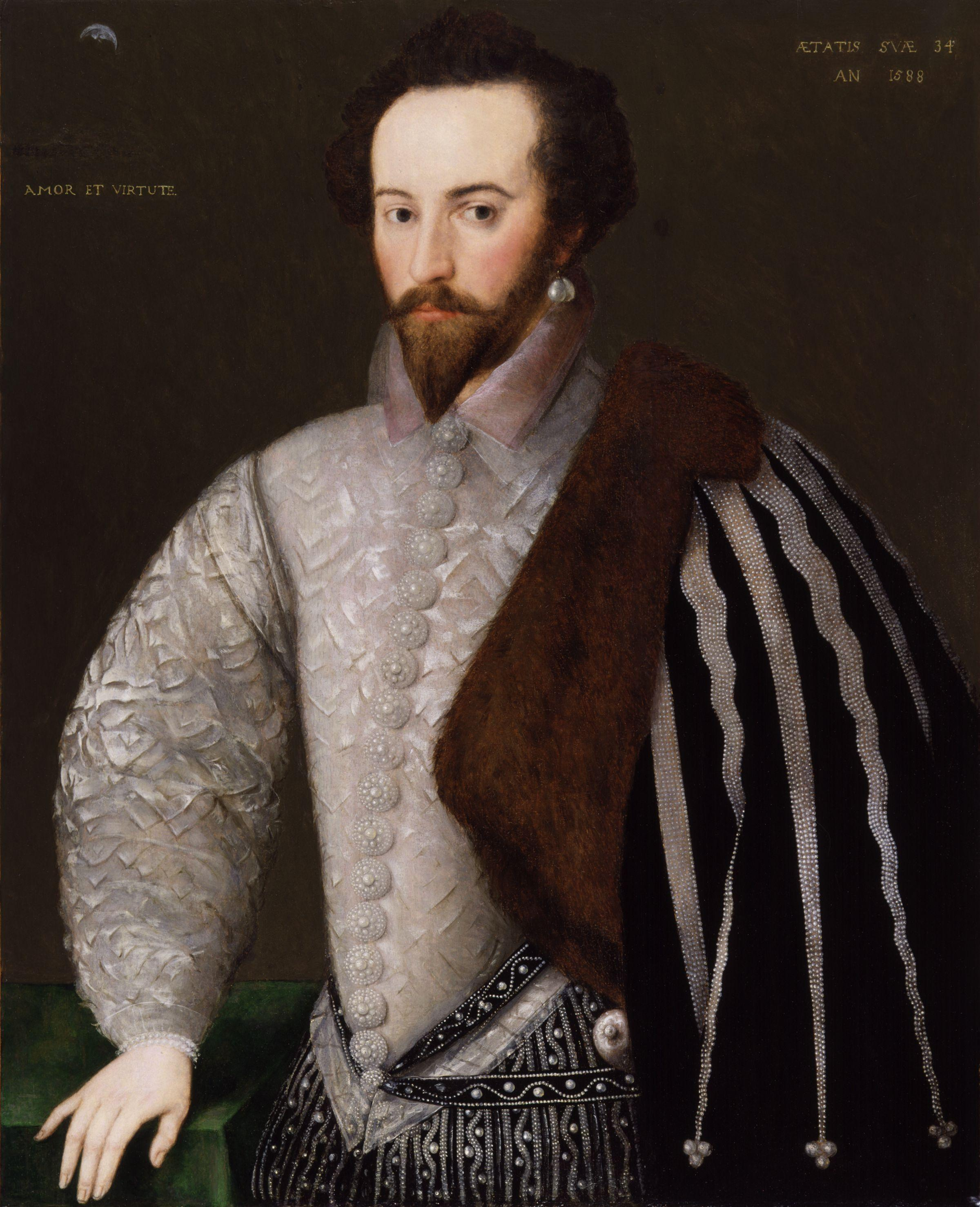
Sir Walter Raleigh.

Em abril de 1595, sir Walter Raleigh chegou à ilha de Trinidad, colônia espanhola, mas pouco povoada e menos vigilada.
Ele vinha com um navio de grande calado e uma barca.
Desembarcou com cem soldados e capturou o principal povoado, San José de Oruña, e o governador, Antonio de Berrío.
Lá, estabeleceu uma base de operações para fazer incursões em território venezuelano.
No final de maio, cerca de cem homens de suas tropas partiram em navios de menor calado pelo Delta Amacuro rumo ao Orinoco em busca de El Dorado.
Viajavam em uma galé, uma barca, dois esquifes e um bote.
Foram realizando trocas com os indígenas do Delta e do Orinoco.
No processo, os britânicos entraram em conflito com os espanhóis.

### Ataque pirata a La Guaira e Caracas
Em junho de 1595, Amyas Preston e George Somers atacaram La Guaira.
De 40 a 50 cavaleiros de Caracas saíram no dia seguinte para proteger a entrada de Caracas vindo do Ávila.
No entanto, os piratas ingleses conseguiram passar despercebidos durante a noite por uma rota desconhecida para os espanhóis e tomaram Caracas após assassinarem o único homem que restava ali, Alonso Andrea de Ledesma.
Os britânicos entraram definitivamente em uma Caracas deserta em 8 de junho e a ocuparam por 5 dias, após o que a incendiaram e abandonaram.
Em 19 de junho, Preston e Somers atacaram três navios espanhóis ancorados em Chichiriviche e os destruíram.
Algumas semanas depois, em 22 de junho, os britânicos, sob o comando de Raleigh, tentaram atacar Cumaná, sem sucesso, e acabaram deixando Berrío ali.
Ao retornar à Inglaterra, Raleigh exagerou suas descobertas, na esperança – sem sucesso – de conseguir novo apoio da rainha para suas explorações.
Em seus relatos, deixou um dos primeiros escritos sobre os indígenas waraos.
Assim que Berrío ficou livre, apressou-se em enviar uma força para assegurar a entrada do Delta e outra para reconstruir uma base na ilha de Trinidad.
Os pescadores de pérolas também se apressaram a incursionar pela Guayana, subindo o Orinoco, motivados pelo mito de El Dorado.
Os espanhóis enviados por Berrío foram instruídos a dizer aos caciques indígenas do Orinoco para não admitirem mais estrangeiros que os enviados por Sua Majestade, o rei da Espanha.

### Expansão de Caracas
Depois que os piratas Preston e Somers deixaram Caracas e devido ao boom da exportação de trigo, os moradores de Caracas dedicaram-se a expandir suas habitações.
Os carpinteiros e pedreiros tornaram-se escassos, e o cabildo teve que regular o preço que podiam cobrar por volta de maio de 1596.
A maioria das parcelas para cultivar trigo no Vale de Caracas já havia sido tomada até o final do século.
Por isso, o cabildo distribuía terras ao longo do Guaire, embora outras áreas fossem menos produtivas.

### Geopolítica na Guiana
Os holandeses começaram a se interessar em penetrar no Orinoco.
No final de 1597, partiram da Europa com dois navios, o Zeeridder e o Jonas, e seguiram primeiro rumo a Cayena.
A missão era dirigida por De Haen, um flamengo que trabalhava para as Províncias Unidas.
De Cayena, dirigiram-se para a foz do Orinoco, onde chegaram em 27 de julho de 1598.
Vinte e dois dias depois, chegaram a Santo Tomé de Guayana, que acabara de repovoar Antonio de Berrío.
Igualmente, começaram a penetrar pelo rio Esequibo.
A partir de então, os neerlandeses tentariam conquistar na Guiana, às vezes vendendo armas aos indígenas em troca de escravos e produtos da região.
Antonio de Berrío designou seu filho Fernando de Berrío como governador da Guiana em 1597.
Fernando dedicou-se, na década seguinte, a fortalecer a presença espanhola na Guiana.

### Expedição de Walter Raleigh II
Em 1617, Walter Raleigh, juntamente com Lawrence Keymes, organizou a segunda expedição à Guayana Espanhola (que Raleigh pretendia como Guiana Britânica) e tomou posse de parte daquela região em nome da Inglaterra;
mas, ao destruir Santo Tomé de Guayana, seu filho mais velho, Walter, morreu, e Keymes suicidou-se na tentativa de explicar os fatos.
Raleigh decide retornar à Inglaterra e, em Londres, é novamente detido, a pedido da Espanha.
Foi submetido a julgamento após ser acusado de traição, e o Conde de Gondomar, embaixador espanhol, acrescentou, além disso, o saque das Canárias e os atos violentos ocorridos na Guiana;
foi novamente encarcerado na Torre de Londres juntamente com sua família e condenado à morte por um tribunal de Londres.
Sofreu tormentos e foi posteriormente decapitado em Whitehall em 1618.